# Academia de Artillería de Segovia
La Academia de Artillería de Segovia es una institución académica militar de España fundada el 16 de mayo de 1764 como Real Colegio de Artillería en el Alcázar de Segovia, en tiempos del rey Carlos III a iniciativa de Félix Gazzola, su primer director. Es la Academia militar más antigua del mundo en activo.
El acto conmemorativo del 250.º aniversario de la Academia, celebrado el 16 de mayo de 2014, estuvo presidido por el rey Juan Carlos I, siendo el último acto militar al que asistió, antes de anunciar su abdicación.

## Localización
La sede actual de la Academia de Artillería es lo que fue el convento de San Francisco. Gran parte de las nuevas instalaciones, como aulas y residencias, se encuentran ubicadas en el camino de las Baterías, donde se imparten los grados de Técnico Superior a los alumnos de EMIES.
Así mismo la Academia dispone de un Campo de Maniobras y Tiro: el CMT. "Matabueyes", en el Real Sitio de San Ildefonso.

## Actividades

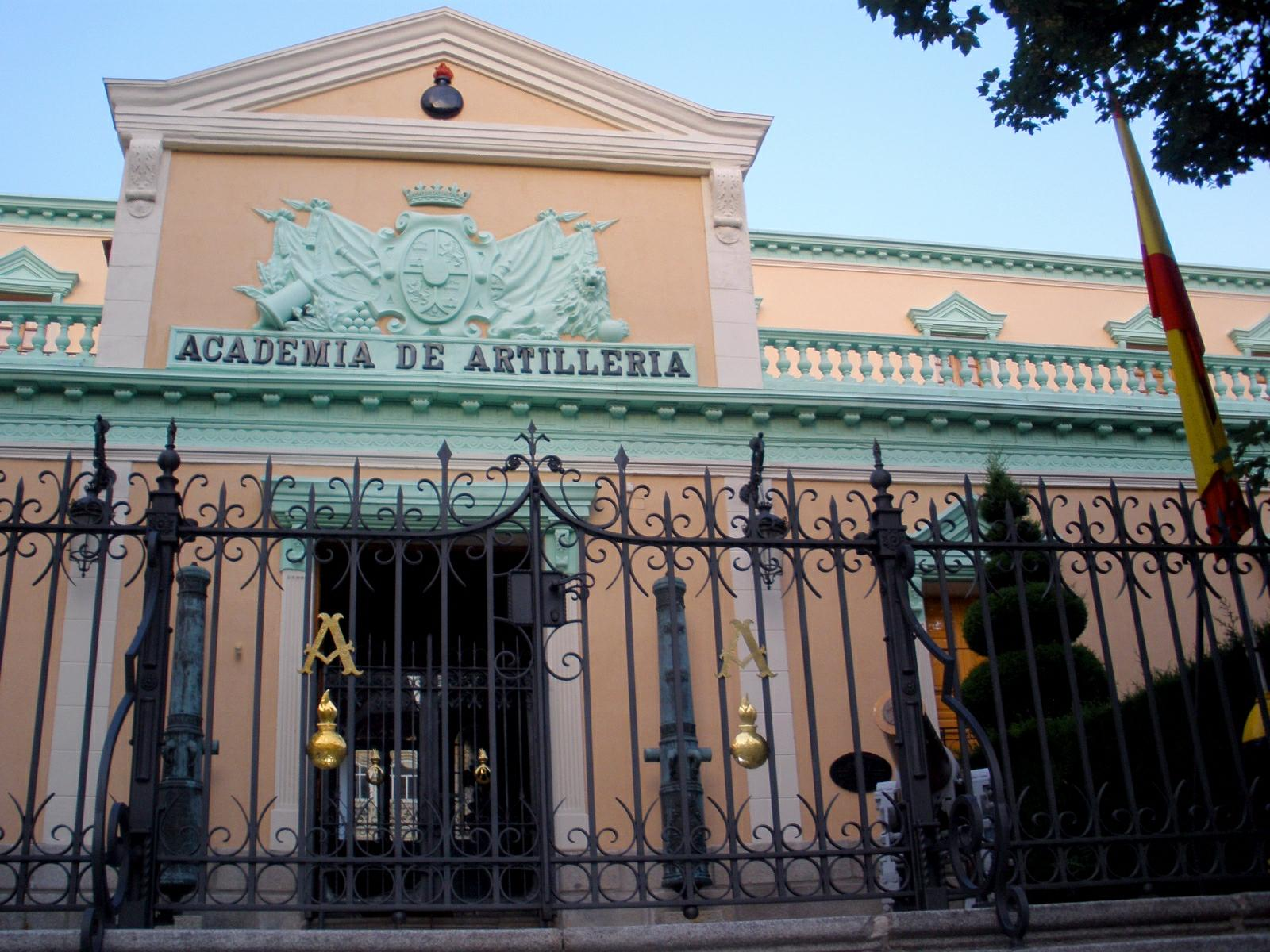
Academia de Artillería de Segovia.

La Academia está destinada a la Enseñanza de formación, estudios de perfeccionamiento y adiestramiento en Simuladores, para las escalas de Oficiales, Suboficiales y Tropa del Cuerpo General de las Armas (CGE.) del Ejército de Tierra de España, en las especialidades de Artillería de Campaña y Artillería Antiaérea «Real Decreto 711/2010. Reglamento de Especialidades»..
Como "Centro del Arma", la ACART es responsable también de llevar a cabo la labor investigadora relacionada con el Arma de Artillería.
Su misión como "Centro de Adiestramiento y Simulación" es proporcionar a los alumnos y a las unidades artilleras los medios de simulación necesarios para mejorar la preparación y apoyar la instrucción y el adiestramiento.
Le corresponde a la Academia la conservación y exaltación de los valores y tradiciones del Arma de Artillería. Además, el Inspector del Arma (El Director de la Academia), participa en la Comisión Institucional del Ejército de Tierra, y convoca y preside el Consejo de Redacción del Memorial de Artillería.

## Historia

### Antecedentes

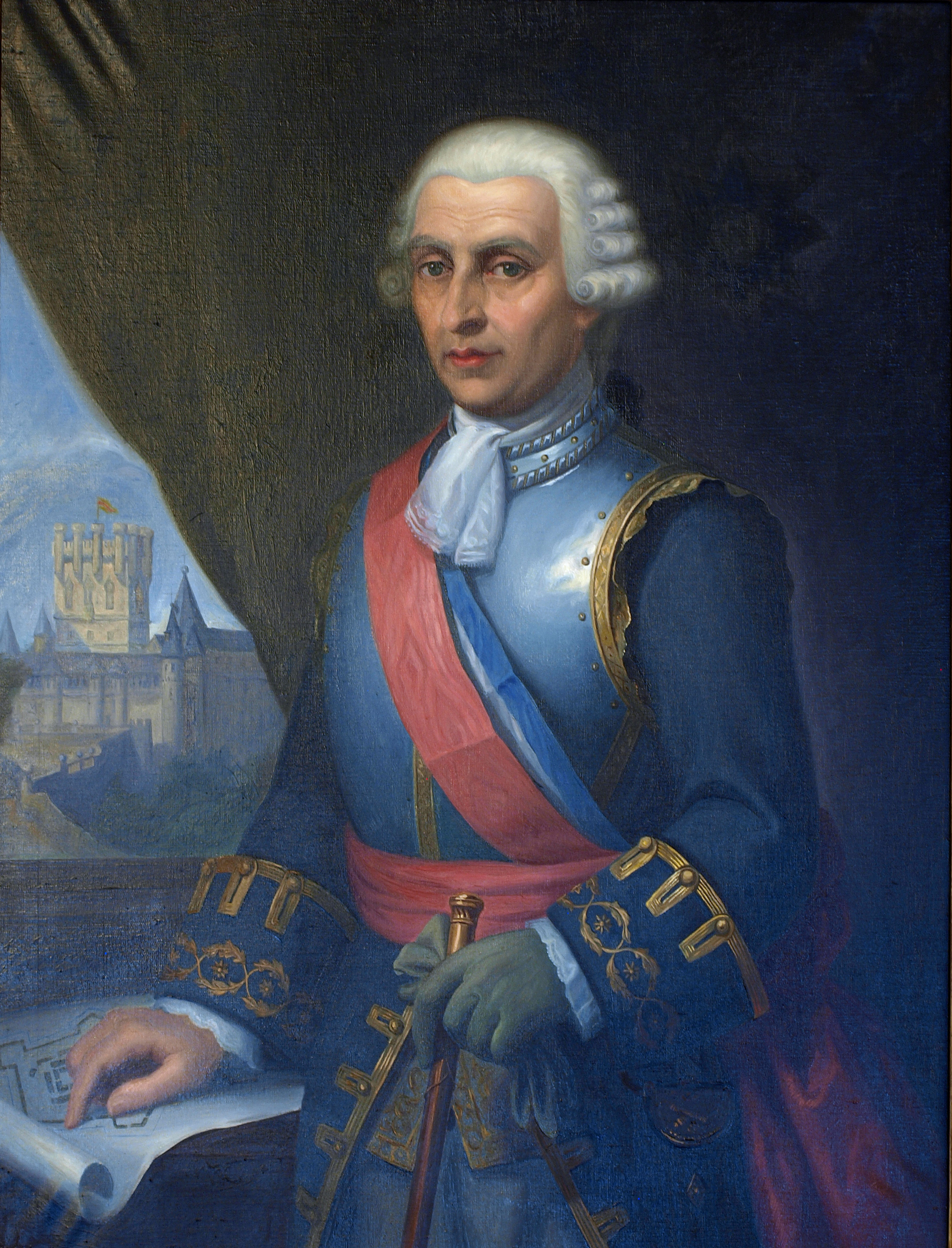
Felice Gazzola con el Real Colegio de Artillería al fondo.

La existencia de la actual Academia de Artillería, es el resultado de un largo y celoso proceso de los artilleros por mejorar y actualizar su enseñanza, a través de un período que abarca desde la aparición de las primeras Bombardas hasta la actualidad.
Los superiores conocimientos que los artilleros debían tener de su oficio, hacen que ya en el siglo XVI se necesite saber todo lo escrito sobre el arma, para sentar plaza de artillero. Los capitanes de cada una de las compañías, eran los encargados de examinar y aprobar a los "artilleros extraordinarios", contratados por tres meses a prueba, pudiendo ser licenciados si suspendían el examen o en caso de superarlo, continuar su servicio activo como "artilleros ordinarios".
Las Escuelas de Burgos (fundada por Felipe II en 1542), de Sevilla, Milán, Mallorca, Bruselas, Cádiz y Barcelona, son antecedentes lejanos del Real Colegio, por tener como misión la enseñanza de las labores artilleras correctamente. Más tarde, hacia 1678 se organiza la de San Sebastián, quedando como antecedentes inmediatos las de Nápoles, en 1745, Barcelona y sobre todo la de Cádiz en 1751.
Si bien la formación de los artilleros puede considerarse “empírica” en sus inicios, a medida que las bocas de fuego evolucionaron, los monarcas fueron conscientes de la necesidad de “reglar” su docencia para nutrir a sus ejércitos reales de oficiales capacitados para el manejo de estas armas.
La complejidad que entraña el manejo del cañón y sus juegos de armas así como de sus servidores, hace que con los primeros Borbones, los componentes del cuerpo de Artillería se separen del resto de las demás armas ya que en la carrera militar se podía pasar de una a otra por medio de sucesivos ascensos. Era normal comenzar la carrera como Capitán de Infantería, continuando como Capitán de Caballos, Sargento Mayor, Teniente de Maestre de Campo, Maestre de Campo, para alcanzar los mayores empleos de General de la Artillería o de la Caballería.
Así pues, surge la necesidad de reunir en un solo lugar a los futuros oficiales del arma, con el fin de unificar los conocimientos que debían obtener para ser ascendidos al empleo de subteniente, del Arma de Artillería.
Al margen de las precedentes escuelas como las de Cádiz y Barcelona, puede considerarse que la enseñanza del Arma da su paso más transcendental y cualitativo gracias a la política ilustrada de Carlos III.

### Fundación
La inauguración el 16 de mayo de 1764 del Real Colegio de Artillería de Segovia, bajo la dirección del conde Félix Gazola e instalado en el Alcázar de Segovia, venía a cubrir esa necesidad, tan largo tiempo sentida, de contar con un centro de enseñanza de alto nivel y bien dotado que recogiese y transmitiese los saberes de entonces, conocimientos técnicos teórico-prácticos de todo tipo, fundamentales para la adecuada preparación de los futuros oficiales del recién creado Cuerpo de Artillería.
El lugar elegido, es también adecuado por su proximidad a los Reales Sitios de La Granja y El Escorial así como con la Villa y Corte de Madrid. Cualquier problema que pudiera surgir en la puesta en marcha del Colegio podía ser resuelto con relativa rapidez, directamente con el Rey, o con sus colaboradores más próximos.
No hay trabas para contratar a los mejores profesores civiles o para destinar a los militares mejor preparados, ni existen inconvenientes de ningún tipo para traer los medios más modernos y eficaces, con el fin de conseguir que los oficiales que cursen aquí sus estudios, se encuentren perfectamente preparados tanto profesional como humanamente, por lo que la elección de unos y otros se escoge de forma minuciosa.

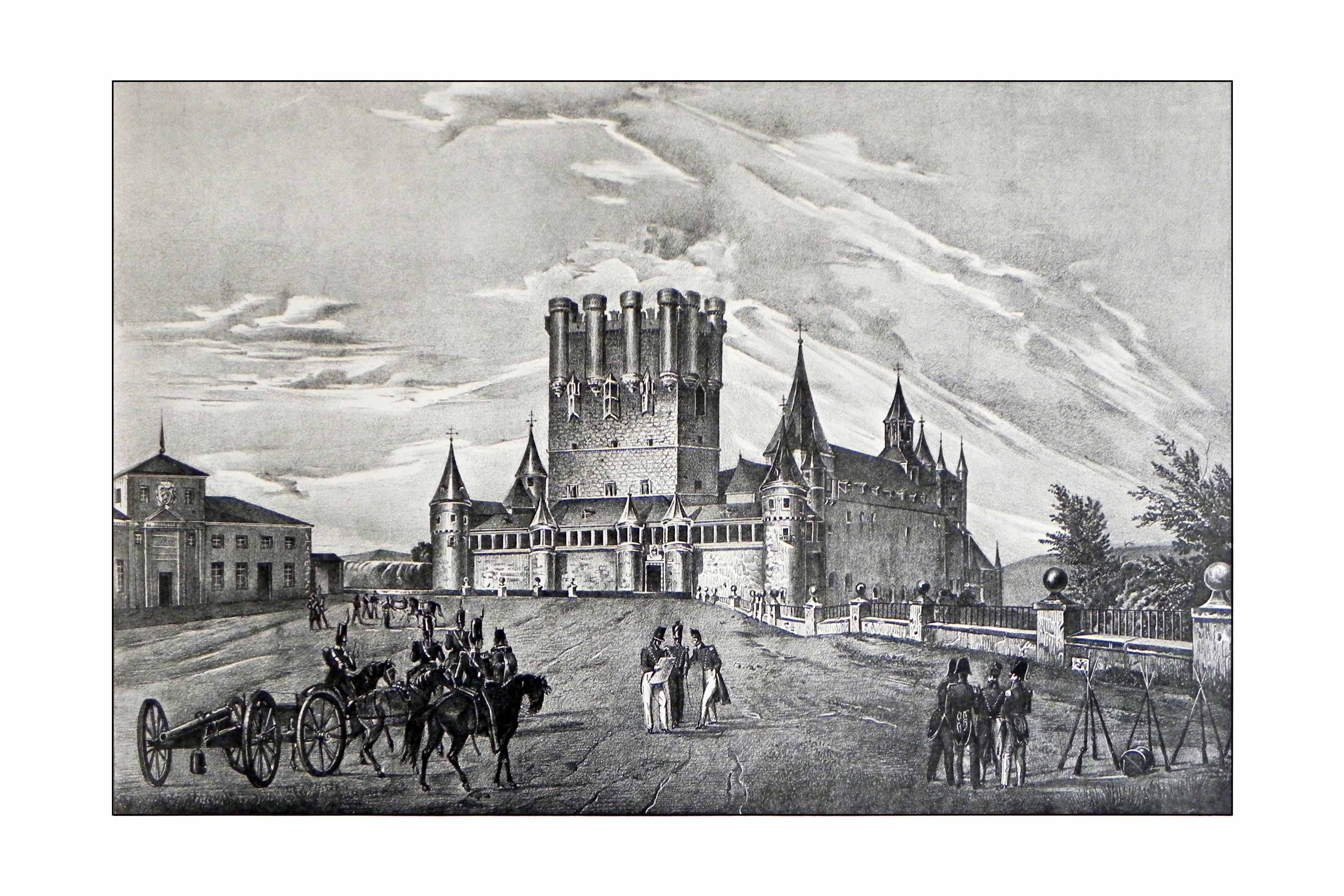
Alumnos del Real Colegio de Artillería en el Alcázar de Segovia.

Los sesenta primeros alumnos que ingresaron (así como los que les precedieron), cuya edad de ingreso oscilaba entre los 12 y 15 años no cumplidos (cifra que será variable en el tiempo), fueron instruidos para ser promovidos al empleo de subtenientes, siempre y cuando hubiesen cumplido al menos los 18 años. Para su ingreso, debían acreditar el correspondiente certificado de nobleza.
Matemáticas, cálculo, geometría, trigonometría, física, química, estudios de artillería y fortificación, laboratorio, biblioteca científico-militar, «No faltaran libros ni dinero para comprarlos» señaló el conde Félix Gazola, producción editorial propia de libros para la enseñanza, traducción de obras científicas y desde luego investigación empírica aplicada, fueron algunas de las materias y actividades que distinguieron a un Colegio protegido por la Corona y lo convirtieron en el centro de enseñanza de más entidad en la España del último tercio del XVIII, correspondiente y al nivel de prestigiosas instituciones científicas internacionales con las que se relacionaba.
Institución privilegiada y elitista, de rígidas normas docentes, exigente plan de estudios y dura vida escolar, el Real Colegio creó un tipo nuevo de oficial, culto e ilustrado, que iba a dar carácter singular al Arma de Artillería dentro del Ejército y tanto en la aplicación de sus conocimientos al servicio de las unidades, como en la ya conocida faceta de dirección de Reales Fábricas y desde luego en la enseñanza.
A partir de entonces los oficiales de Artillería intervinieron como auténticos ingenieros de carrera en el proceso de proyecto y diseño, cálculo previo y fabricación de cañones, cureñas, municiones y pólvoras, armas blancas y de fuego y también en fortificaciones, puentes y minas, actividades estas luego asumidas por el Cuerpo de Ingenieros, aglutinando en la práctica los saberes científicos antes dispersos y contribuyendo a impulsar la necesaria renovación tecnológica en nuestros establecimientos fabriles.
Naturalmente, en este siglo fueron numerosísimos los tratadistas españoles que escribieron sobre cuestiones relacionadas con la artillería, entre los que es obligado citar a Vicente Gutiérrez de los Ríos, con una prolífica producción tanto de táctica artillera como de investigación humanística y sobre todo a don Tomás de Morla y Pacheco, autor del célebre Tratado de Artillería para uso de la Academia de Artillería de Caballeros Cadetes (1785), impresionante y minuciosa obra que evidencia el alto nivel técnico alcanzado a finales del XVIII, en plena Ilustración, por el Arma de Artillería.

### Louis Proust en Real Colegio
Ley de las proporciones definidas

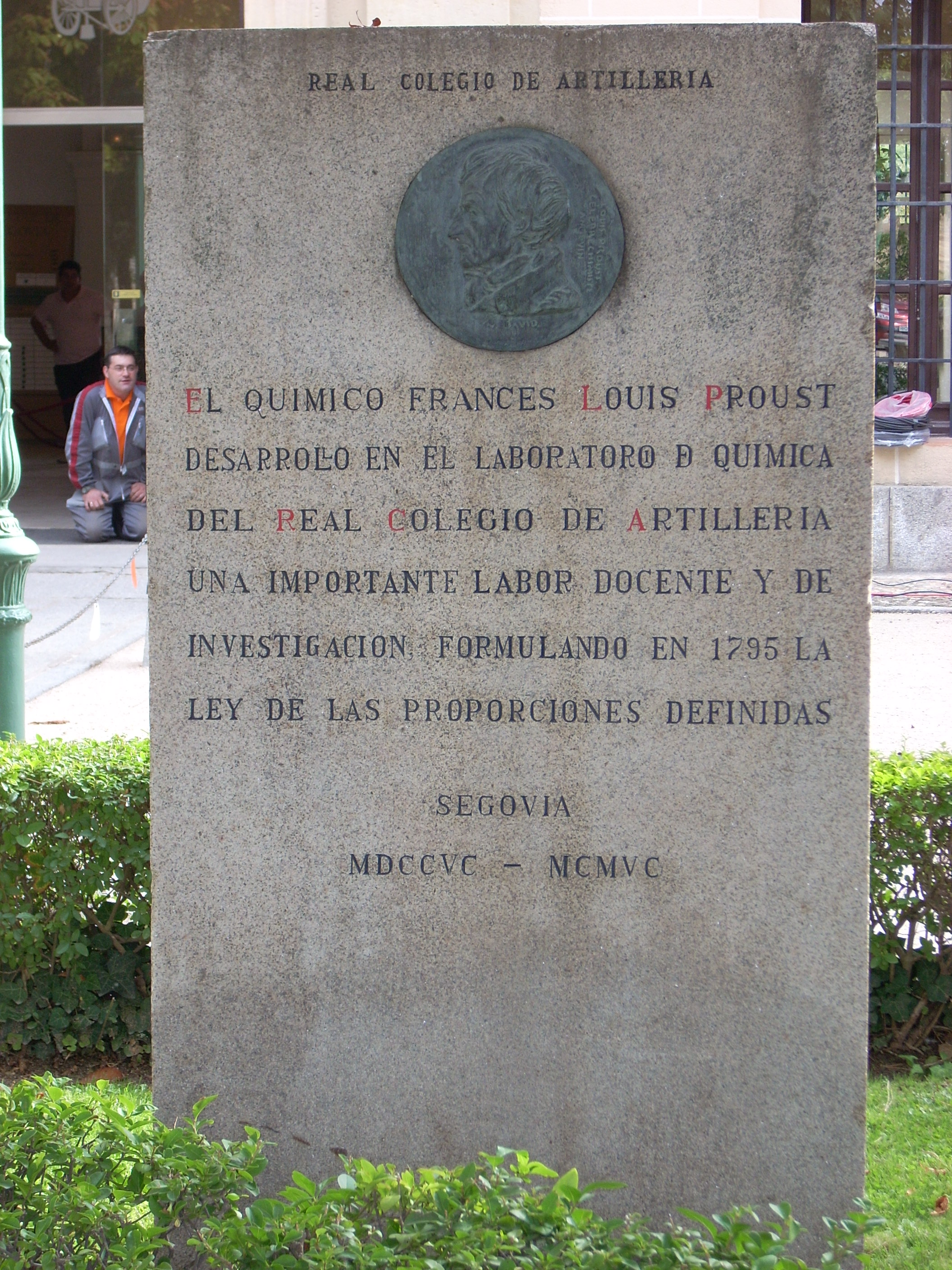
Monumento en la entrada del Real Colegio de Artillería de Segovia.

Entre otras actividades desarrolladas por el Real Colegio, cabe añadir los Estudios Sublimes, impartidos a subtenientes y personas civiles que lo deseasen, que se materializaron con la inauguración en 1792 del laboratorio de Química en la Plazuela del Alcázar, para llevar a cabo un curso de Química y Metalurgia. 
Destacar la dirección del mismo a cargo del ilustre profesor Louis Proust, descubridor de la “Ley de las proporciones definidas”.
Este fue un concepto revolucionario entre la comunidad científica. Los adversarios de Proust creían que los compuestos podían combinarse en cualquier cantidad. Fue hasta que John Dalton dio a conocer la teoría atómica, que indica que todos los compuestos están formados por átomos, cuando se le dio credibilidad a las afirmaciones de Proust.
La ley de las proporciones definidas de Proust, junto con la de la conservación de la masa de su amigo Antoine Lavoisier y la de las proporciones múltiples de John Dalton son la base de la química cuantitativa.
Primer vuelo con fines militares de la historia
En noviembre de 1792 culminan con éxito una serie de pruebas realizadas previamente en Segovia, con una demostración ante el rey Carlos IV del vuelo de un Globo aerostático con la finalidad de obtener información relativa a las defensas de una plaza o al dispositivo de ataque a una plaza sitiada. En esta demostración participaron los capitanes D. Pedro Fuertes, D. Manuel Gutiérrez y D. César González, los cadetes D. Gesualdo Sahajosa y D. Pascual Gayangos y un grupo de artilleros, todos ellos dirigidos por Louis Proust; y constituye el antecedente más antiguo de lo que, casi 100 años más tarde, sería el Servicio de Aerostación del Ejército.
De ello da fe la carta del Conde de Aranda, por aquel entonces secretario interino de la guerra, dirigida al comandante del Departamento de Artillería de Segovia, D. José Pedraza, informándole del éxito obtenido en el primer vuelo de prueba realizado en El Escorial, en presencia del rey.
No obstante, los ensayos realizados en el Real Colegio de Artillería de Segovia y después ante el rey, fueron los primeros realizados en el mundo en el aspecto militar, y de hecho supusieron el nacimiento de la Aerostación Militar, que no se vio concretado hasta 92 años más tarde con la creación del Servicio Militar de Aerostación, afecto a la IV Compañía del Batallón de Telégrafos de Ingenieros.

### Guerra de la Independencia Española
Con el Levantamiento del 2 de mayo de 1808, liderado por los capitanes de artillería Luis Daoíz y Pedro Velarde, antiguos Alumnos del Real Colegio de Artillería de Segovia, se inicia la Guerra de la Independencia frente a las tropas imperiales de Napoleón. Ante la proximidad a la ciudad de una división francesa, la Junta de Armamento y Defensa de la ciudad dispuso que los jefes y oficiales se incorporasen al Ejército Nacional y que los cadetes quedasen en el Colegio, al mando del ayudante de guardia del correspondiente día (6 de junio), el capitán Velarde hermano del Héroe Nacional. Ante la superioridad de las unidades francesas, los cuarenta alumnos que quedaron en el Alcázar capitularon, siendo ocupado el recinto por 350 franceses y cinco piezas de artillería.

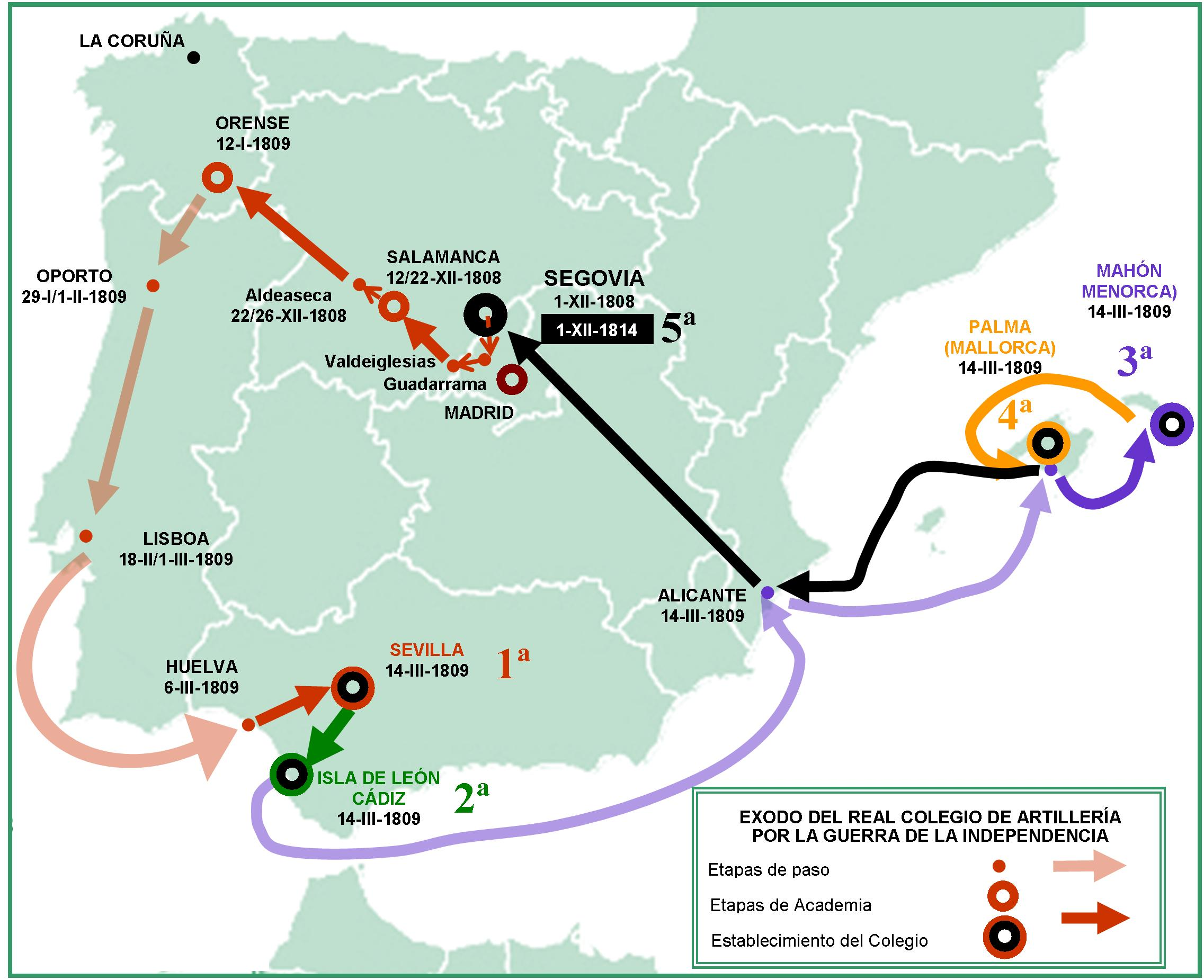
Éxodo del Real Colegio de Artillería de Segovia en la Guerra de la Independencia

La victoria de la Batalla de Bailén frente a las tropas imperiales del General Dupont, que supuso el regreso de mandos y profesores al Colegio, se tradujo en la llegada de Napoleón a España y una nueva amenaza de las tropas enemigas a la ciudad, ante lo cual se hizo necesario evacuar el Alcázar, iniciándose ésta el día 1 de diciembre. La marcha tendría una duración de más de tres meses y una ausencia de Segovia superior a los cinco años. La peregrinación comenzó con la llegada a Salamanca, donde no pudieron reanudarse las clases ante una nueva amenaza francesa. Con la llegada de la expedición a Orense se decidió continuar viaje hacia Sevilla, ya que La Coruña había caído en manos francesas. La travesía se realizó vía Oporto-Lisboa, embarcándose en esta última con rumbo a Huelva y desde aquí a Sevilla, donde se iniciaron las clases en marzo de 1809. A pesar del penoso viaje de tres meses y medio de duración, tan solo hubo que lamentar el fallecimiento de un cadete en Orense, víctima de unas fiebres.
De nuevo, ante la proximidad del enemigo a Sevilla, hubo de disolverse el Colegio, decretando el Consejo de la Regencia en marzo de 1810 que se restableciera en Menorca por encontrarse más protegida. Mientras se acondicionaban las instalaciones del local elegido al efecto en el cuartel de Calacorp, situado en Villacarlos (Mahón), se reanudaron las clases en uno de los cuarteles de Artillería de Cádiz, con algunos profesores y 26 cadetes. En octubre del mismo año, se embarcaron los componentes del restablecido Colegio con dirección a Mahón y tras las escalas de Alicante y Palma de Mallorca, en enero de 1811 quedaron instalados en su nuevo destino.
Pero su estancia no iba a ser duradera, ya que por decisión del Consejo de Regencia se dispuso su traslado a Palma de Mallorca, específicamente en el edificio histórico del colegio Nuestra Señora de Montesión, donde profesores y alumnos hicieron su aparición en el mes de noviembre de 1812. Las penurias materiales y económicas, propias del estado de guerra, fueron en parte subsanadas gracias a la llegada de parte de los libros de la biblioteca del Colegio de Segovia y algunos instrumentos rescatados del museo de Artillería de Madrid –donde habían sido depositados por los franceses-.

### En elsigloXIX
Finalizada la guerra, se dispuso por Real Orden el regreso del Colegio a la ciudad de origen. Se llevó a cabo mediante una escala en Alicante, dando comienzo las clases en el Alcázar en diciembre de 1814. El estado de las instalaciones era penoso por el hecho de haber sido un depósito de prisioneros dirigido por los franceses, sin embargo, tras varios meses de restauración se finalizaron las oportunas mejoras.
Todo parecía indicar que la estabilidad del Colegio se había alcanzado, sin embargo, otro acontecimiento vendría a perturbar su estancia en Segovia. A consecuencia de la invasión de los “Cien Mil Hijos de San Luis” (1823) y la aproximación a la ciudad de la división del general Bessieres, con el ánimo de apoderarse del Alcázar, profesores y alumnos hubieron de emprender apresuradamente la marcha a pie con destino a Badajoz, donde quedaron alojados en estado penoso hasta la Real Orden de octubre de mismo año, que dispuso el regreso de los cadetes a sus casas y la extinción del Colegio, hecho que aconteció en el mes de noviembre.
Por Real Orden de 1824, se aprobó el Reglamento para el Colegio General Militar, donde se cursarían las carreras de Infantería, Caballería, Artillería e Ingenieros. Como ubicación se eligió el Alcázar de Segovia, iniciando su apertura en junio de 1825. Por otro lado, el Colegio de Artillería como tal, fue restablecido en los edificios del Colegio de San Ciriaco y Santa Paula de Alcalá de Henares, junto con el Colegio de los Manriques de la misma ciudad. Tras importantes reformas, las clases dieron comienzo en enero de 1830. En esta situación, se aprobó como dato curioso el único Reglamento del Real Colegio de Artillería en el cual se cita que “los oficiales de las compañías de Caballeros Cadetes, vivirán precisamente dentro del Colegio y no podrán ser casados, ni viudos con hijos”, si bien tal disposición ya se practicaba desde los primeros años de existencia del Colegio.
Tampoco fue duradera la permanencia del Colegio de Artillería en estas instalaciones, dada la amenaza que se cernía sobre la ciudad de las fuerzas carlistas. En consecuencia, en 1837 sufrió un nuevo traslado al Seminario de Nobles de Madrid y más tarde al Alcázar de Segovia, que había sido evacuado en agosto de 1837 por el Colegio General, ante su capitulación al general carlista Zariátegui.
En 1842, a consecuencia de la Orden del Consejo de la Regencia por la cual se hacía obligatoria la preparación de los futuros oficiales en el Colegio General Militar, para después continuarlos, los que quisieran, en los cuerpos facultativos, hizo que cambiara la denominación de Colegio de Artillería por la de Escuela de Aplicación, donde continuarían sus estudios los subtenientes alumnos hasta alcanzar el empleo de tenientes. Mientras se producía la llegada de los nuevos alumnos procedentes del Colegio de Toledo, se continuó la formación de éstos en el Alcázar bajo la denominación de Escuela Especial de Artillería, pudiendo ser internos o externos.
Por considerarse que la enseñanza de la Escuela de Aplicación sería más eficaz en Sevilla que en Segovia, por la existencia en la primera de varias fábricas del Cuerpo, fue trasladada a la capital andaluza en 1855. Considerado nuevamente el inconveniente que suponía la separación de la Escuela de Aplicación del Colegio, se decidió su regreso a Segovia a finales de 1856.

### El incendio del Alcázar y el traslado al Convento de San Francisco
Sin noticias más destacables, el Colegio de Artillería continuó su labor hasta el desgraciado incendio del Alcázar el 6 de marzo de 1862. La pérdida del emblemático monumento obligó al abandono del mismo y al inmediato realojamiento de los cadetes esa misma noche en el exconvento de San Francisco, utilizado por los alumnos externos como residencia desde 1853.

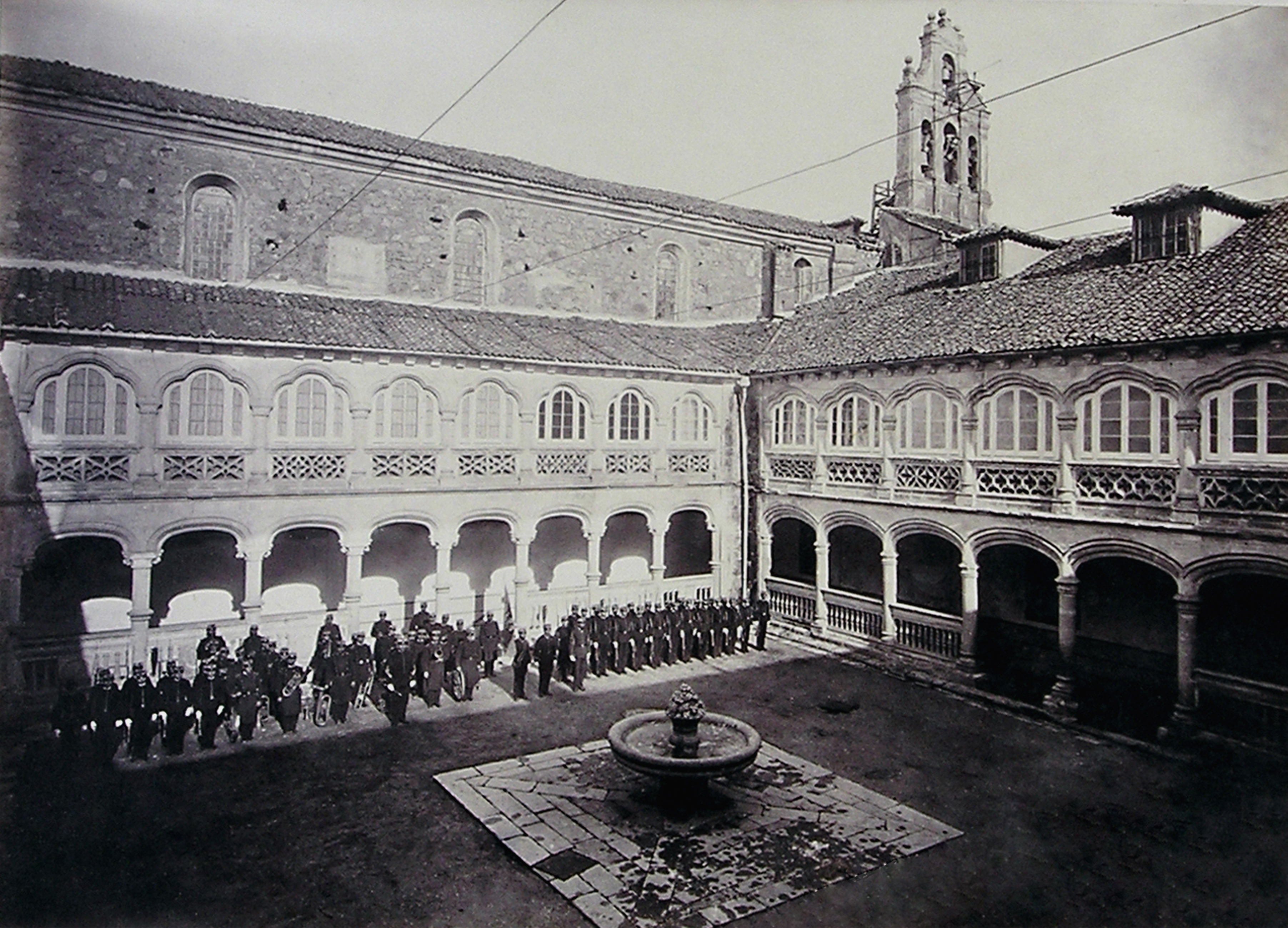
Academia de Artillería. Patio de Orden del Convento de San Francisco, 1878. Al fondo la iglesia de San Francisco donde destacan algunos de sus grandes ventanales, el reloj de sol y la espadaña.

En estas instalaciones continuó sus quehaceres el Colegio, que sufrió el cambio de denominación a Academia de Artillería en 1867, extinguiéndose el Colegio de Artillería y la Escuela de Aplicación (los cambios de denominación han sido numerosos).
Con motivo de la reorganización del Cuerpo, llevada a cabo en febrero de 1873, dividiéndolo en dos agrupaciones, una con el nombre de Plana Mayor Facultativa y otra integrada por las secciones armadas del Cuerpos, ambas con sus respectivas escalas independientes, el Arma de Artillería acordó su separación del Servicio, solicitando sus jefes y oficiales (a excepción de los pertenecientes el Ejército de Ultramar) la licencia absoluta. Los alféreces-alumnos siguieron el mismo ejemplo, siendo disuelta la Academia pero no las clases, que continuaron impartiéndose de forma privada por los profesores en la Academia Particular que se instaló en un edificio de la plazuela de Guevara (Segovia), cedido gratuitamente por el conde de los Villares. Los gastos que se ocasionaban fueron sufragados por los alumnos, si bien la Junta Central del disuelto Cuerpo también aportó fondos para su mantenimiento. Esta situación perduró hasta septiembre del mismo año, en que el Gobierno de la República decide reorganizar el Real Cuerpo de Artillería del mismo modo que estaba antes de su disolución.

### La Academia de Artillería en elsigloXX
Los días 5 y 6 de septiembre de 1926 fueron excepcionales en la historia de la Academia, en los cuales estuvo sitiada por las fuerzas del Gobierno del general Miguel Primo de Rivera, porque el profesorado, secundado por los alumnos, no quería acatar el Real Decreto de la Dictadura (9 de junio) de “ser obligatorio el aceptar las mercedes que sean concedidas por el Gobierno”, orden contraria y que anulaba el compromiso suscrito en 1891 por la oficialidad del Cuerpo de no ascender por méritos de guerra. En el crepúsculo del día siguiente, la Academia se entregó al general gobernador militar de la plaza. Su Coronel-Director Don José Marchesí Sagarra, fue condenado a muerte, pena que se le conmutó por la de reclusión perpetua; los profesores fueron también condenados a penas de reclusión, y los alumnos fueron licenciados.
El 20 de febrero de 1927 marca una división en la historia de la Academia de Artillería, pues desde ese momento dejó de ser un Centro de formación técnica e industrial de primerísimo orden, para pasar a ser solamente una Academia para la formación de la oficialidad de Artillería. El Plan de Estudios que se estableció para todas las Armas y Cuerpo de Intendencia era de dos cursos en la Academia General Militar y tres en las especiales, en las cuales, al aprobar el tercer año de la carrera, era promovidos los alumnos a alféreces. 
El 6 de julio de 1931 Se organiza la Academia Mixta de Artillería e Ingenieros, por Decreto de Presidencia de Gobierno se refunden las Academias Especiales de las Armas: Las Academias de Infantería, Caballería e Intendencia, se establecieron reunidas en lo que había sido Academia de Infantería en Toledo, mientras que las Armas facultativas, Artillería e Ingenieros, se refundieron en la Academia de Artillería de Segovia. La Academia de Artillería e Ingenieros subsistió, nominalmente, hasta el 15 de octubre de 1939.
Desencadenada la Guerra Civil, hubieron de suspenderse las clases incorporándose los profesores y alumnos a las distintas unidades combatientes, aunque casi un año después se organizó la Escuela de Artillería de Campaña. Al finalizar la contienda, se estableció la Academia de Artillería para la transformación de los Oficiales Provisionales y de Complemento en Profesionales, que tras su finalización en 1947, pasó de nuevo a denominarse Academia Especial de Artillería.

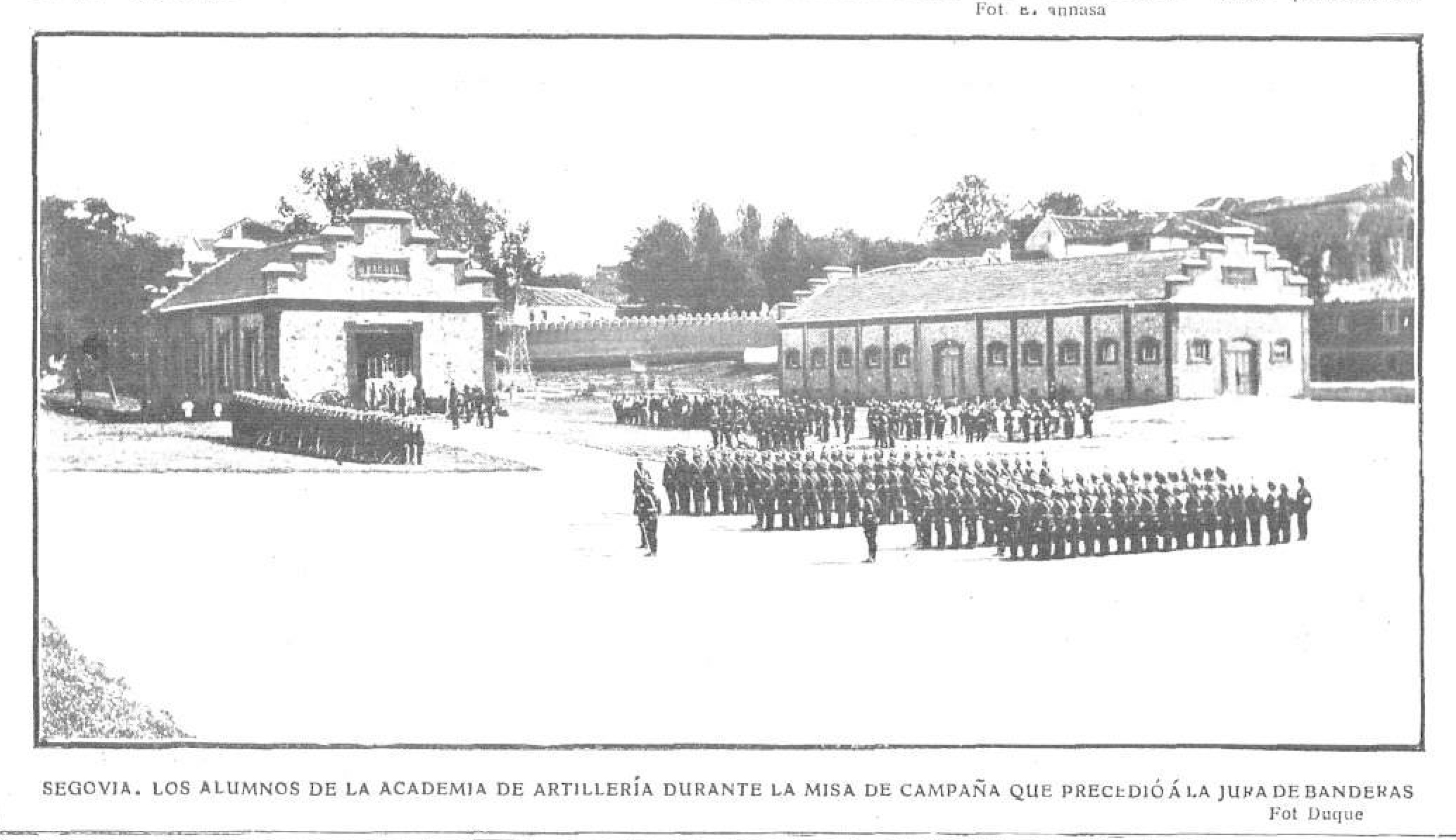
Los alumnos de la Academia de Artillería durante la misa de campaña que precedió a la jura de banderas (1909).

Acoge la enseñanza de formación de suboficiales del Arma de Artillería a partir del 1 de septiembre de 1975. En este día inician el segundo curso de su formación los componentes de la I Promoción de la Escala Básica de Suboficiales. Aunque este primer curso se impartió en las instalaciones de Hoyo de Manzanares, fue impartido y tutelado por la Academia de Artillería. A partir de la II Promoción, todos la promociones se han formado en las instalaciones de la Academia.
En enero de 1997 se crea el Centro del Arma de Artillería. Por la fundación del Mando de Adiestramiento y Doctrina (MADOC), se crean las Jefaturas adscritas del MADOC en los Centros de Enseñanza del Ejército. La unión de la Academia y estas Jefaturas constituyen el Centro del Arma de Artillería.
Se pone en funcionamiento el Simulador de Artillería de Campaña (SIMACA) noviembre de 2001. El edificio del Simulador de Artillería de Campaña, puntero en el mundo en esta tecnología, se inaugura para mejorar la formación de los alumnos de la Academia y el Adiestramiento de las Unidades de Artillería de Campaña. Es el germen del actual Centro de Adiestramiento y Simulación que, tras añadírsele los más modernos simuladores de Artillería Antiaérea, acoge a todas las unidades de la artillería española, que pasan por sus instalaciones a lo largo del año para mejorar su adiestramiento e instrucción.
Aunque ya previamente en distintos periodos, la Academia de artillería había desempeñado funciones de CIR durante las épocas del Servicio Militar Obligatorio, en septiembre de 2005 comienza su andadura el Centro docente de Formación y Perfeccionamiento de Militares Profesionales de la Escala de Tropa (CFOR), que nutrió durante cinco años a las distintas unidades del Arma de Artillería repartidas por toda España. Así mismo los cursos de actualización para el ascenso a Cabo Primero de las Especialidades de Artillería Antiaérea y Artillería de Campaña, son impartidos en la Academia.

## El espíritu artillero impartido en el Real Colegio
La definición más exacta y a la vez lisonjera nos la da el periodista inglés Houghton en sus crónicas sobre las Guerras Carlistas:
«Desde el Colegio de Segovia están ya los cadetes envueltos en una especie de francmasonería aristocrática y severa, que hace de ella una corporación, distinta del resto del Ejército. En la ciudad o en el campo, en los círculos de Madrid o en los cuarteles de invierno de Logroño o de Tafalla durante la guerra civil, he notado como los oficiales de artillería se mantienen en su puesto y se sostienen unos a otros como una oligarquía aristocrática y ultrarrealista en el Ejército. Conocen su historia, sus antecedentes, sus familias. Tienen un aire frío, distinguido, reservado, casi altivo con las otras armas, siempre digno con sus soldados. Observan las cuestiones de etiqueta y de disciplina con extremo rigor y ciertamente desde el punto de vista de su instrucción, de su tono, de sus estudios, soportan bien la comparación con todos los Ejércitos de Europa. Sus cuarteles y sus baterías en campaña son modelo de disciplina, de limpieza y de organización militar. He tenido la ocasión de seguirlos de cerca durante casi dos años de lucha contra los carlistas y puedo atestiguar que han contribuido poderosamente al restablecimiento de la disciplina y a los éxitos del General Serrano.»

## Biblioteca, museo e instalaciones

### Biblioteca de la Academia de Artillería
La Academia alberga en su Biblioteca uno de los fondos documentales científicos y técnicos más ricos del país. En ella se encuentra –solo teniendo en cuenta la parte científica y militar- toda la ciencia europea de los siglos XVIII y XIX y toda la tratadística artillera y de fortificación de los cinco últimos siglos.
La biblioteca cuenta con alrededor de 50 000 volúmenes entre los que destacan:
- Libros de los siglo XVI, XVII, XVIII, XIX y XX.
- Manuscritos.
- Publicaciones periódicas de los siglos XVIII, XIX y XX.
- Literatura gris (textos ligados a la enseñanza).
- Fotografías.
- Atlas de los siglos XVII y XVIII.

El porqué de la existencia de estos fondos tiene que ver con las circunstancias históricas que rodean la formación del Colegio de Artillería y la Ilustración: el Estado del siglo XVIII tenía mucho interés por promover los estudios científicos en las Academias Militares para la buena formación de sus cuadros, y la de Segovia no fue una excepción.

### Colección de minerales, rocas y fósiles
La Colección de minerales, rocas y fósiles de la Academia de Artillería de Segovia es una de las más antiguas documentadas del Mundo.
Su origen conocido se remonta al menos al año 1711, cuando varias de las piezas formaban ya parte del material de la botica que D. Luis Llorente compró en Madrid; lo que la convierte en anterior al Real Gabinete de Historia Natural de Madrid (actual Museo Nacional de Ciencias Naturales), al Natural History Branch of London del British Museum, o al American Museum of Natural History de Nueva York. Sólo pueden igualarle o superarle en antigüedad, el Gabinete Amerbach (Basilea, Suiza), y la colección de minerales de Jamaica del Gabinete de Sir Hans Sloane (actualmente integrado en el British Museum).
En realidad, la Colección es la suma de diferentes conjuntos, que han ido integrándose y agrupándose en la Academia de Artillería a lo largo de los últimos 250 años. Un primer lote de minerales llegó con la fundación del Colegio de Artillería (1764), desde los antiguos colegios de Cádiz y Barcelona; a lo que se sumaron las aportaciones de los primeros profesores, incluidas las del propio Louis Proust. En el año 1817 se produjo la compra del grueso de la Colección principal, al adquirir el Colegio el ramo mineralógico del gabinete de Casimiro Gómez Ortega.
Muchas otras piezas fueron llegando a lo largo del siglo XIX y principios del siglo XX, desde donaciones del Real Gabinete que incluían envíos de América (expediciones de los hermanos Heuland), hasta colecciones para enseñanza enviadas por la Comisión del Mapa Geológico de España (actual IGME), pasando por aportaciones de artilleros y militares ilustres, como Tomás de Morla y Pacheco, Alejandro Vicente Ezpeleza, Adolfo Carrasco, Francisco de Luxán, José María Fernández-Ladreda, etc.
Actualmente la Colección está totalmente inventariada y catalogada, y tiene más de 3400 ejemplares, destacando no por la calidad mineralógica y estética de sus piezas (aunque existen varias muy vistosas), sino por la importante información histórico-científica que atesoran. A través del etiquetado de las piezas se puede reconstruir la evolución de las clasificaciones mineralógicas y petrológicas en España a lo largo de los últimos dos siglos; y a partir de la escasa documentación que existe sobre los movimientos y traslados de la Colección, la propia historia de la Academia de Artillería, sus protagonistas, y por extensión de la historia contemporánea de España.

## Segovia y la Academia de Artillería
Por otro lado, no debe echarse en falta la unión y hermandad que el Centro tiene con la ciudad de Segovia, exteriorizada desde la instalación del Real Colegio en la ciudad.
Resaltar el acuerdo del Ayuntamiento de Segovia mediante el cual, desde 1952, se otorga a los oficiales del Arma que terminen sus estudios en esta Academia el título de “Segoviano Honorario”.
Otros premios destacables son la entrega de la Medalla de Oro de la ciudad al Centro en 1956 o la Medalla de Oro de la provincia de Segovia a manos de la Diputación Provincial de Segovia.
La reciente fundación de la Asociación Cultural “Biblioteca de Ciencia y Artillería”, contribuye a la difusión del legado histórico de la Biblioteca del Centro, participando además de la propia Academia el Patronato del Alcázar, la Caja de Ahorros y Monte de Piedad de Segovia, el Ayuntamiento de Segovia, la Diputación Provincial de Segovia, la Junta de Castilla y León y la Real Academia de Historia y Arte de San Quirce.

## Divisas de los alumnos
| España                               |                             |                                 |                                 |  |  |  |  |  |  |
| Caballero Alférez Cadete (5.º Curso) | Sargento Alumno (3.º curso) | Caballero/Dama Alumno 2.º curso | Caballero/Dama Alumno 1.º curso |  |  |  |  |  |  |
|                                      |                             |                                 |                                 |  |  |  |  |  |  |

## Galería de imágenes

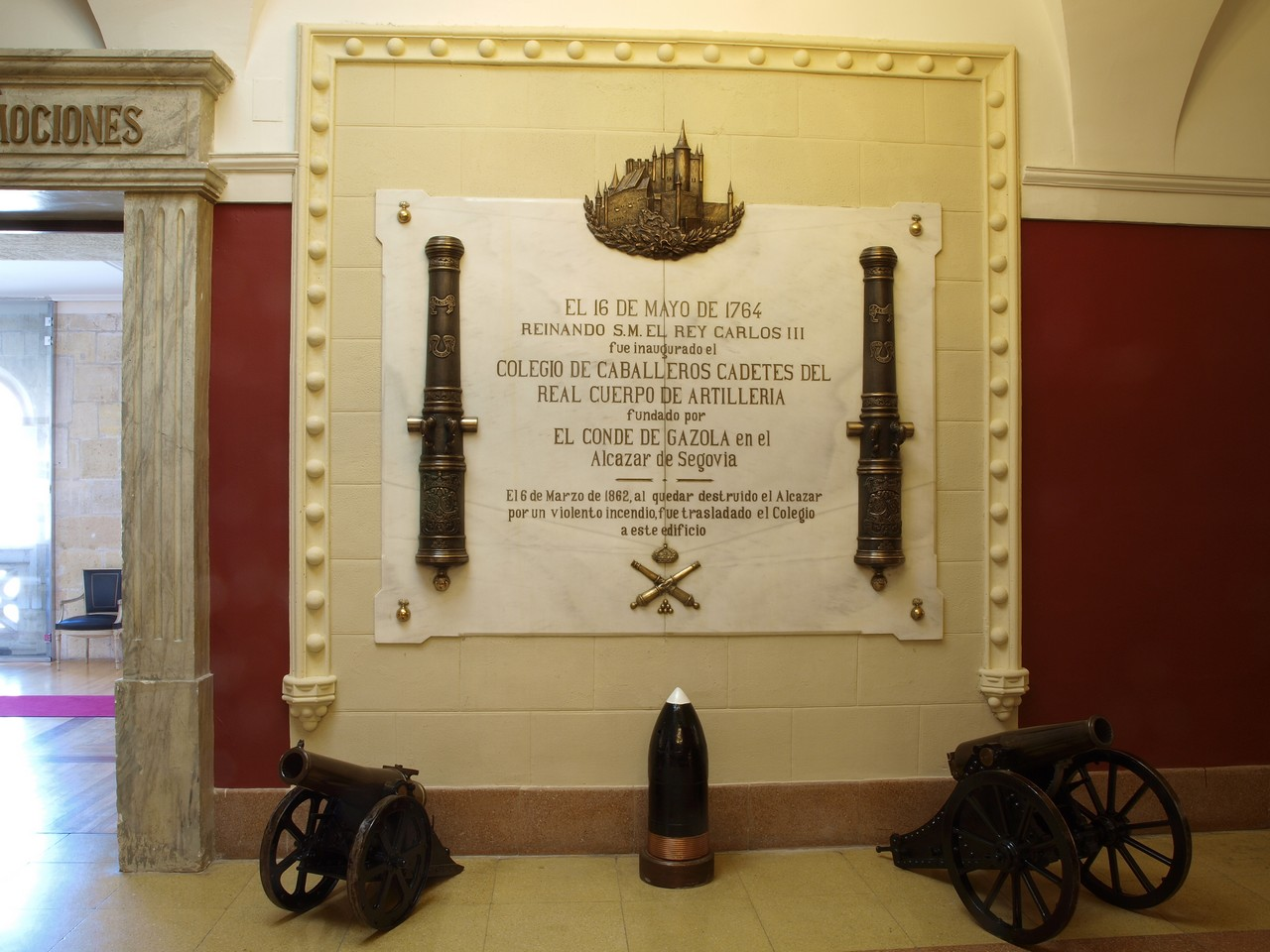
Academia de Artillería de Segovia
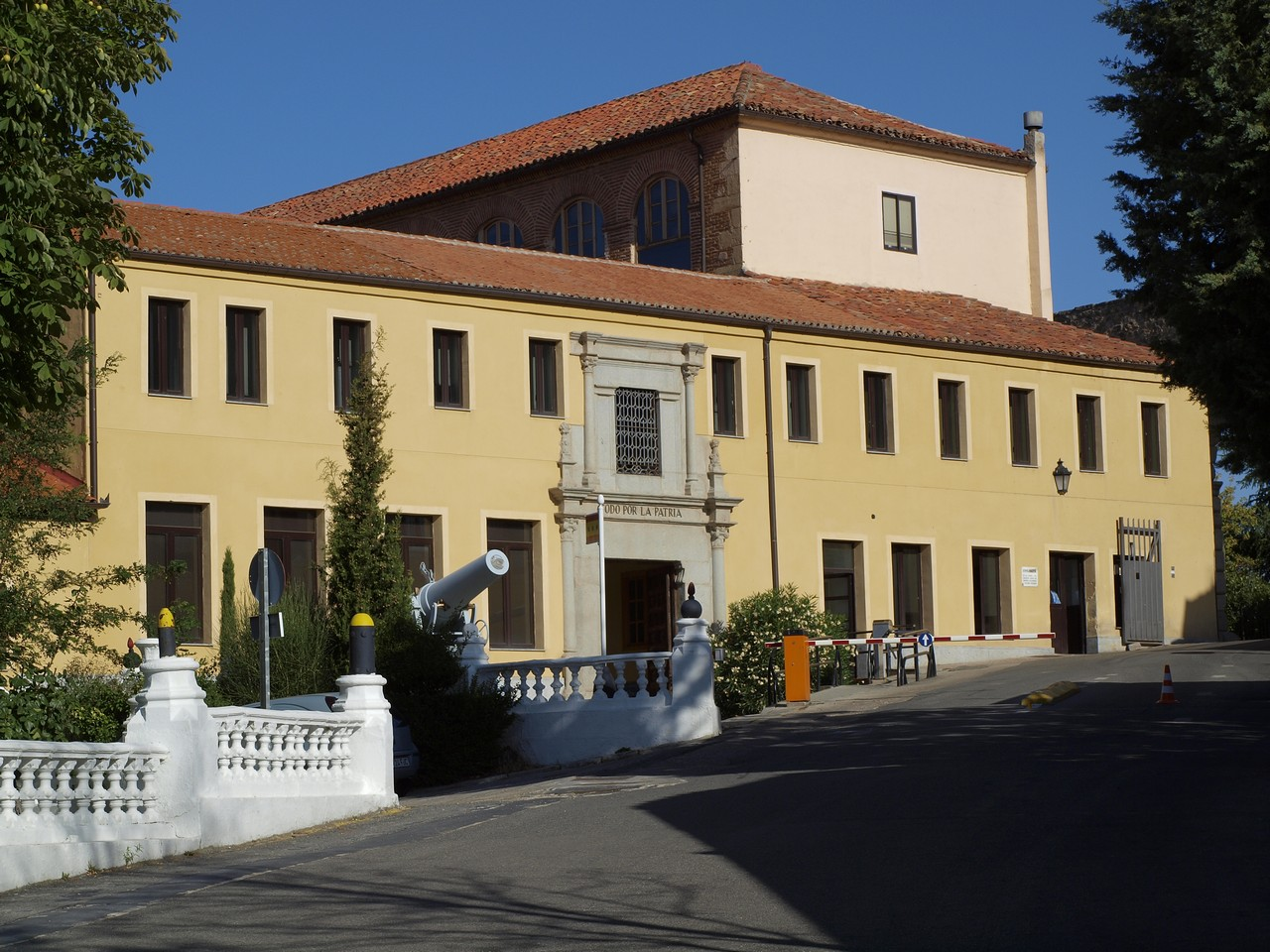
Academia de Artillería de Segovia
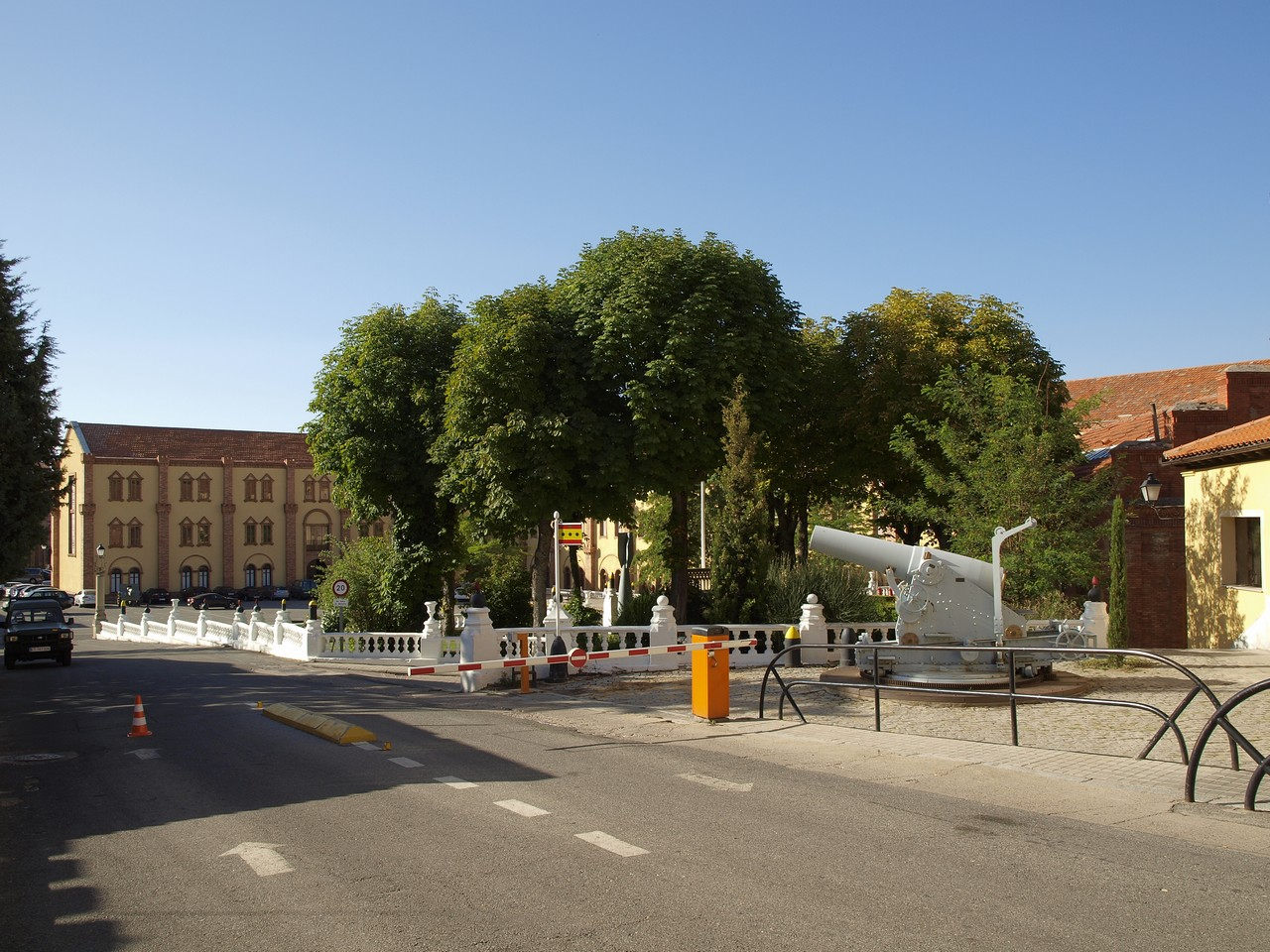
Academia de Artillería de Segovia
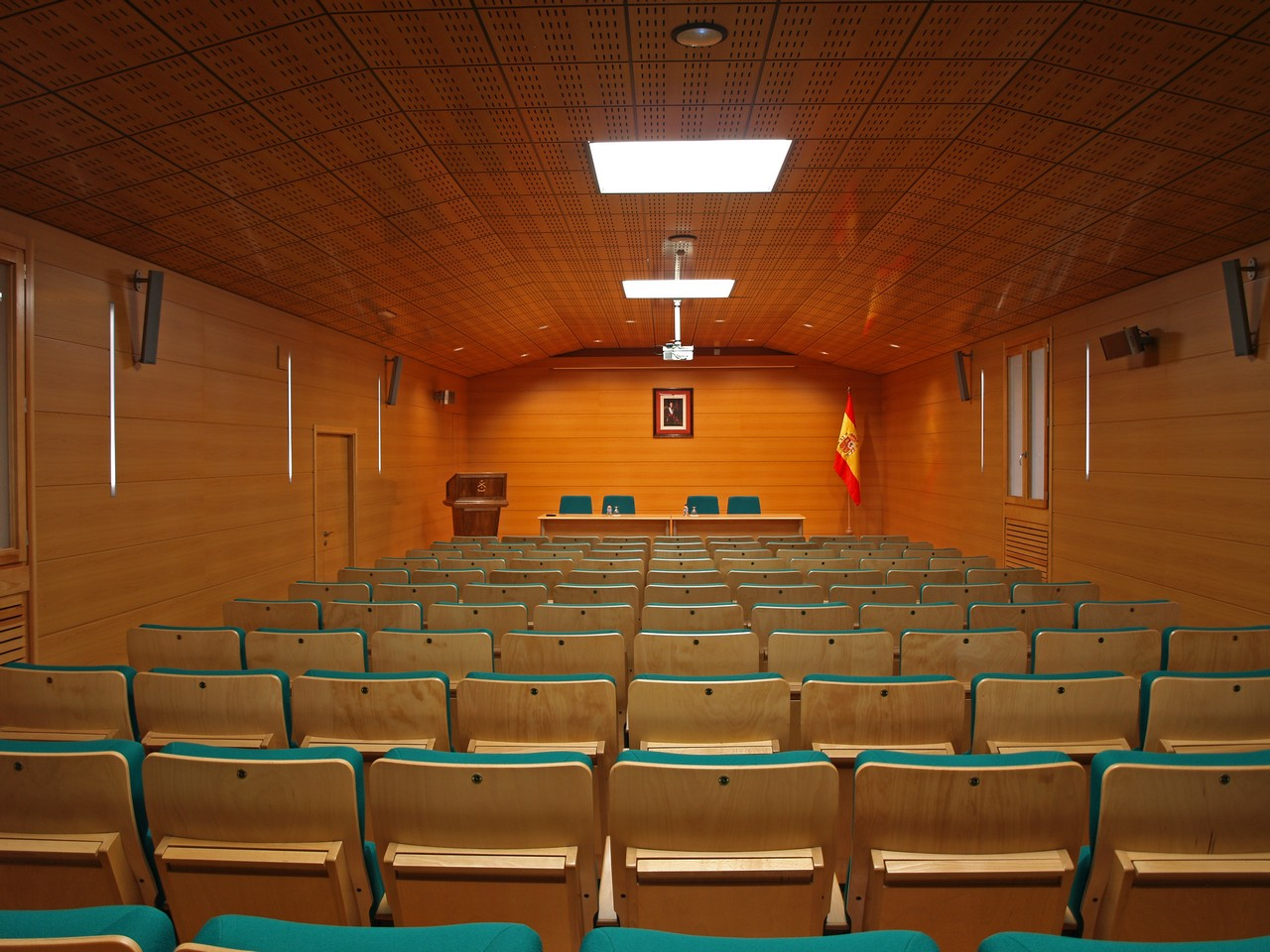
Aula Loygorri de la Academia de Artillería
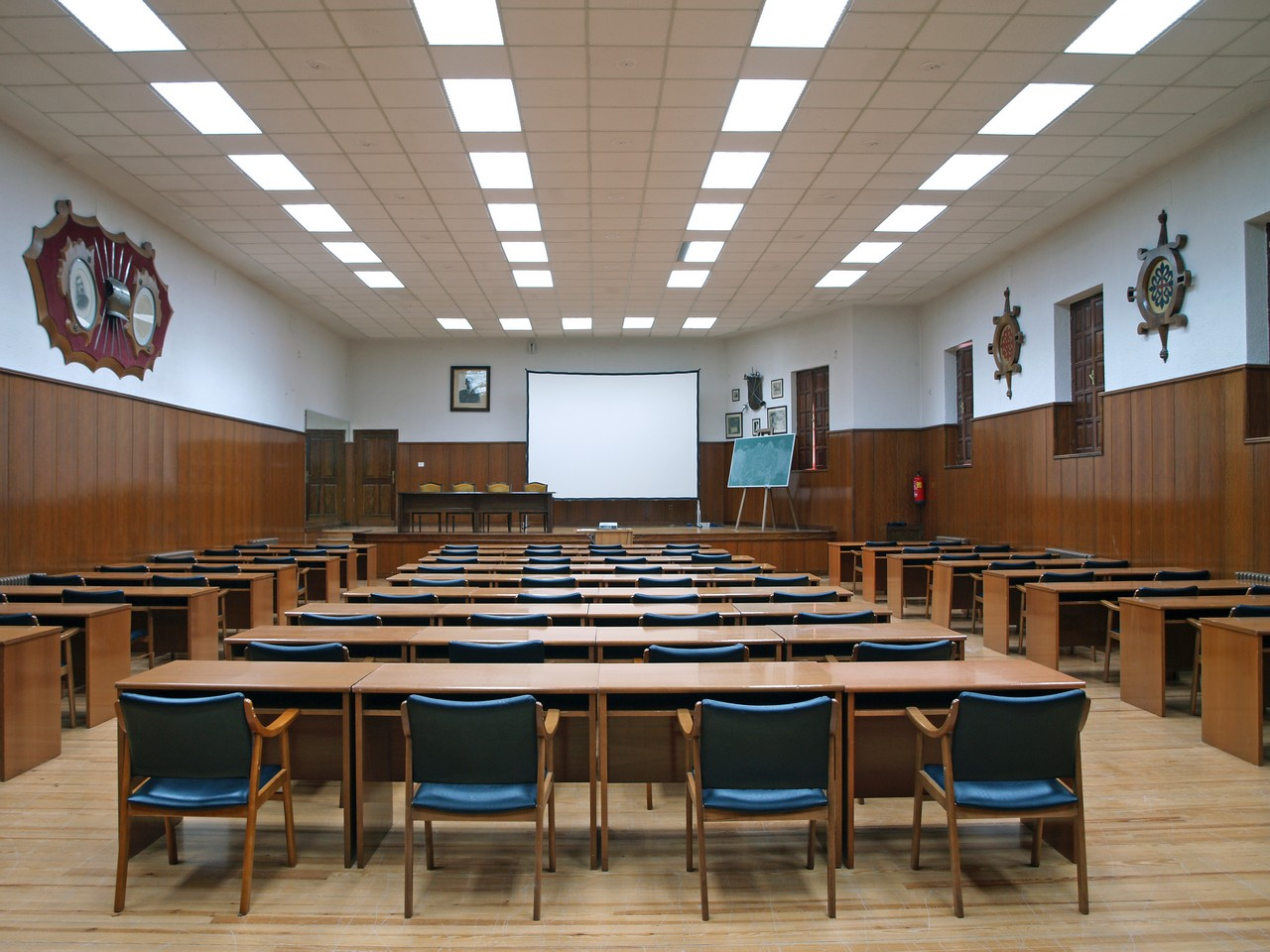
Aula de la Academia de Artillería
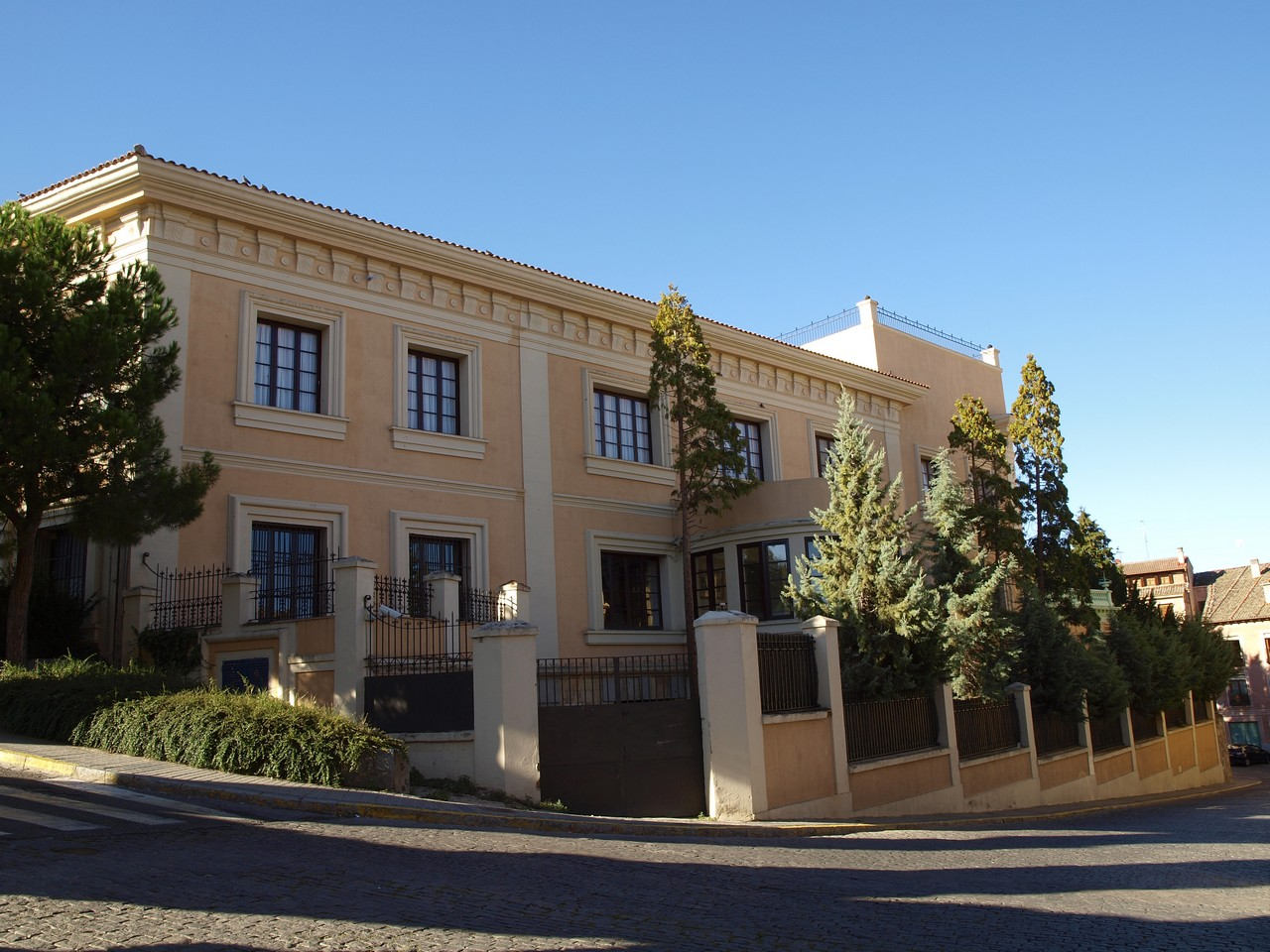
Academia de Artillería de Segovia
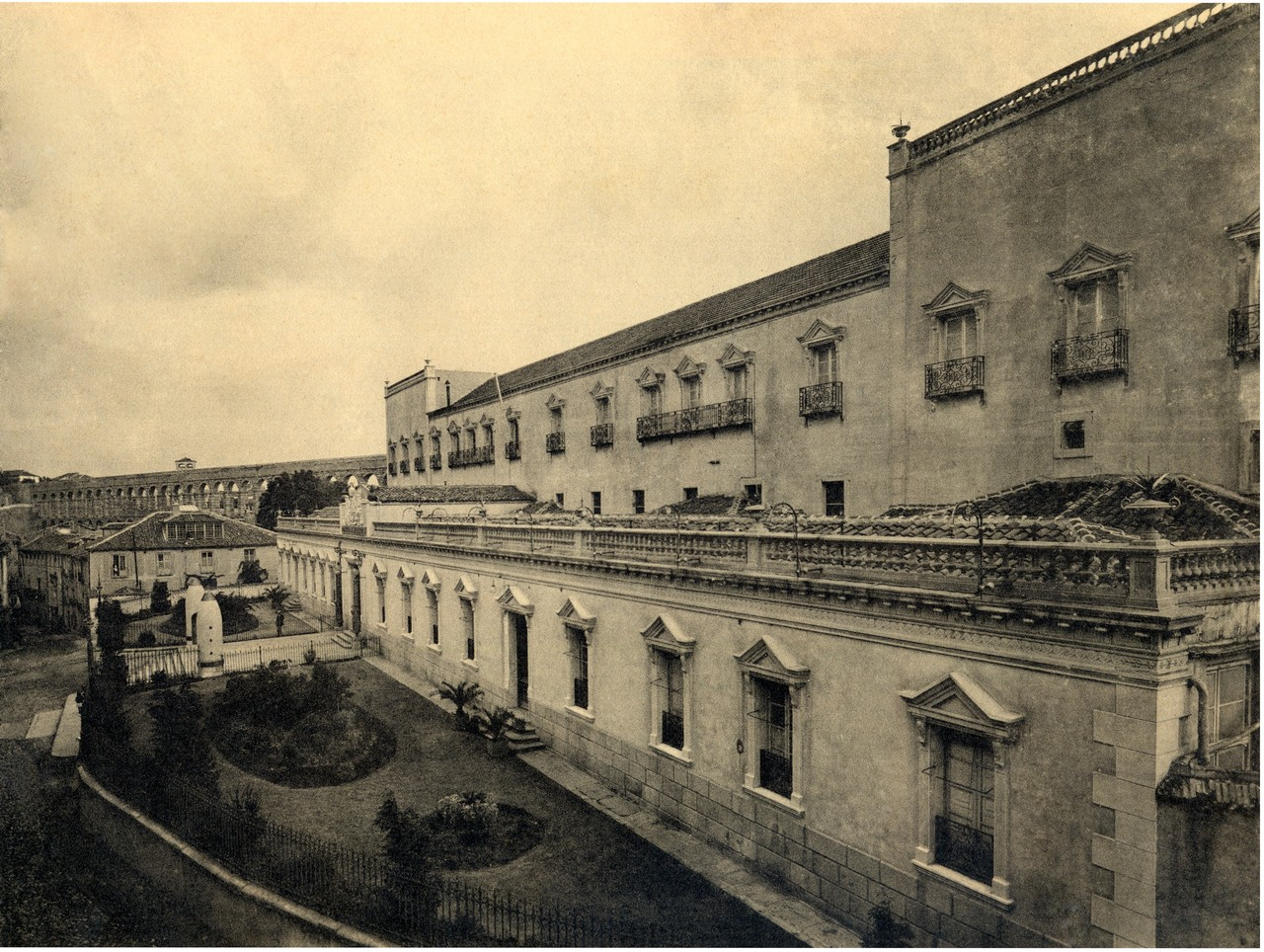
Fachada de la Academia de Artillería, finales del siglo XIX
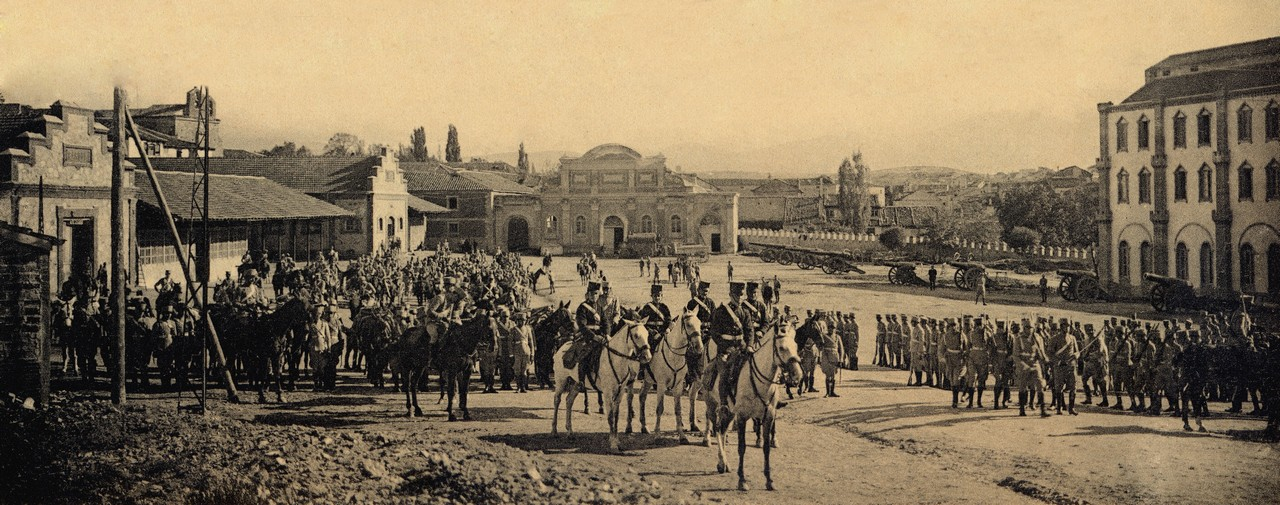
Academia de Artillería de Segovia, finales del siglo XIX
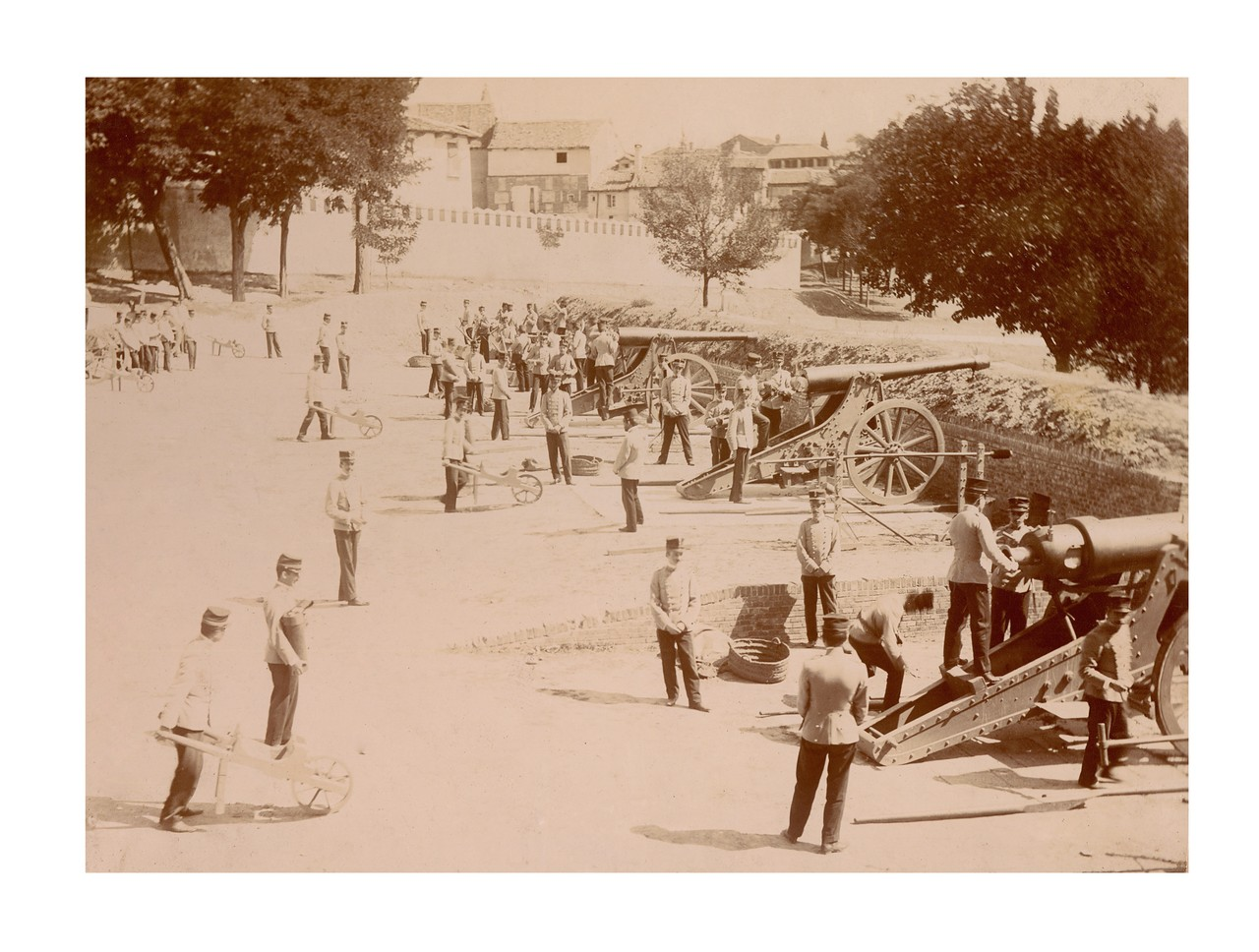
Academia de Artillería de Segovia, finales del siglo XIX
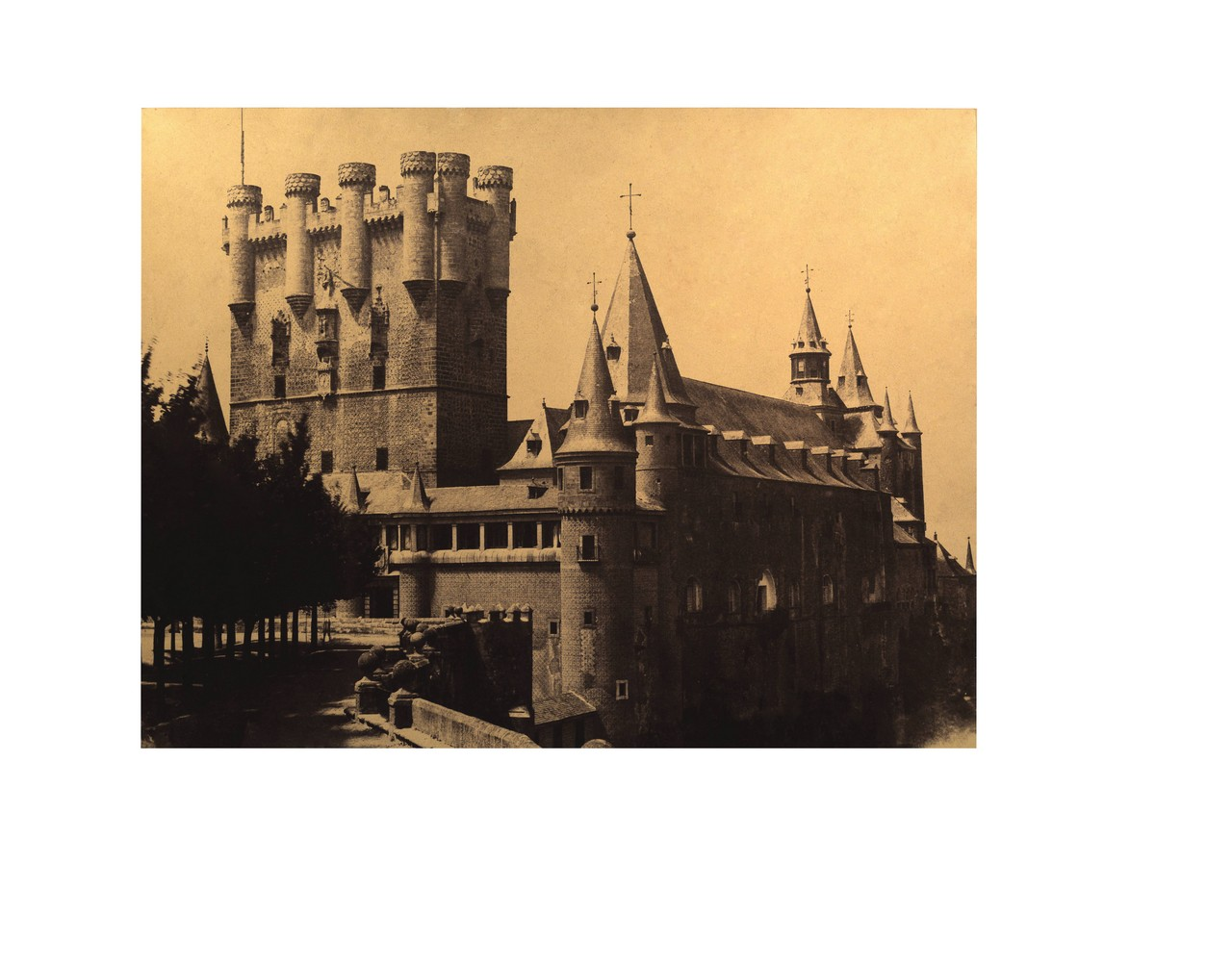
El Alcázar de Segovia antes del incendio
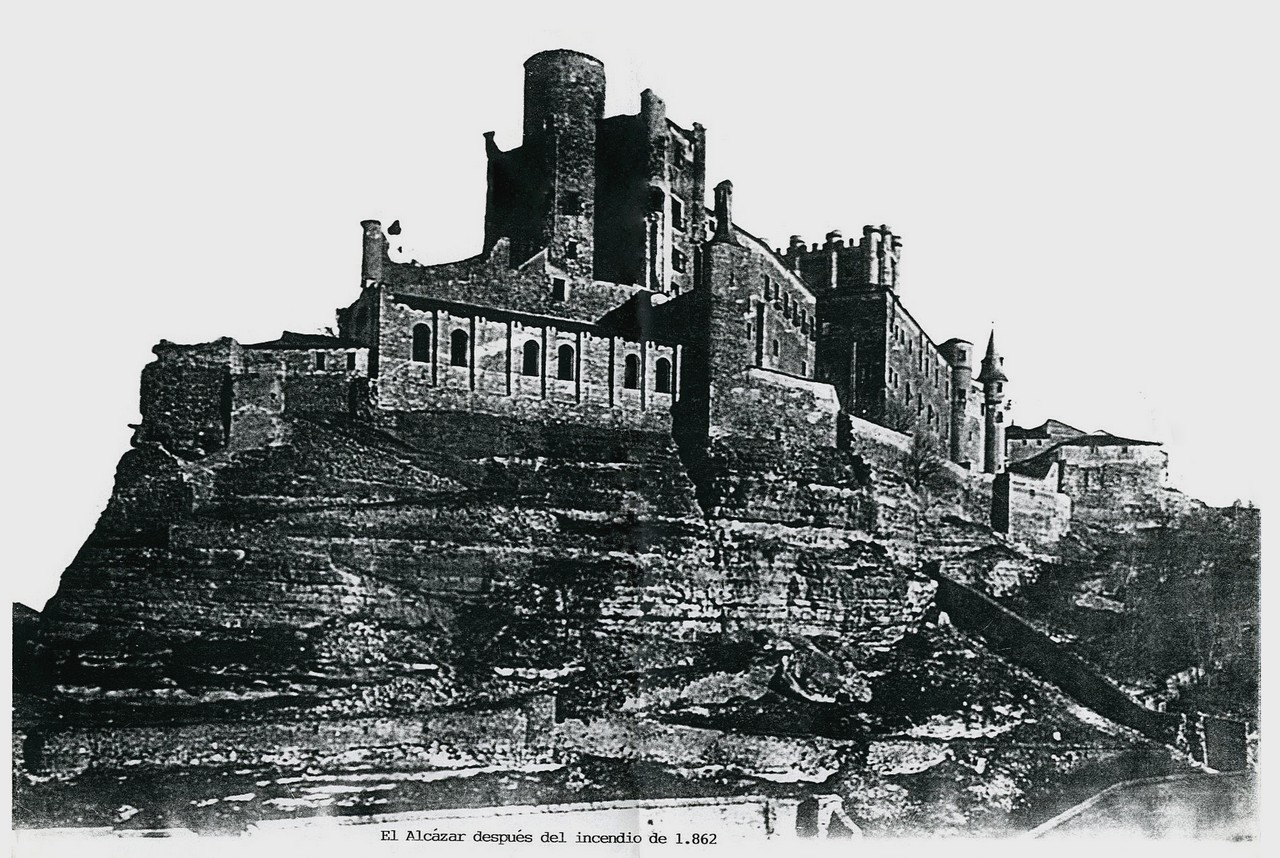
El Alcázar de Segovia después del incendio de 1862
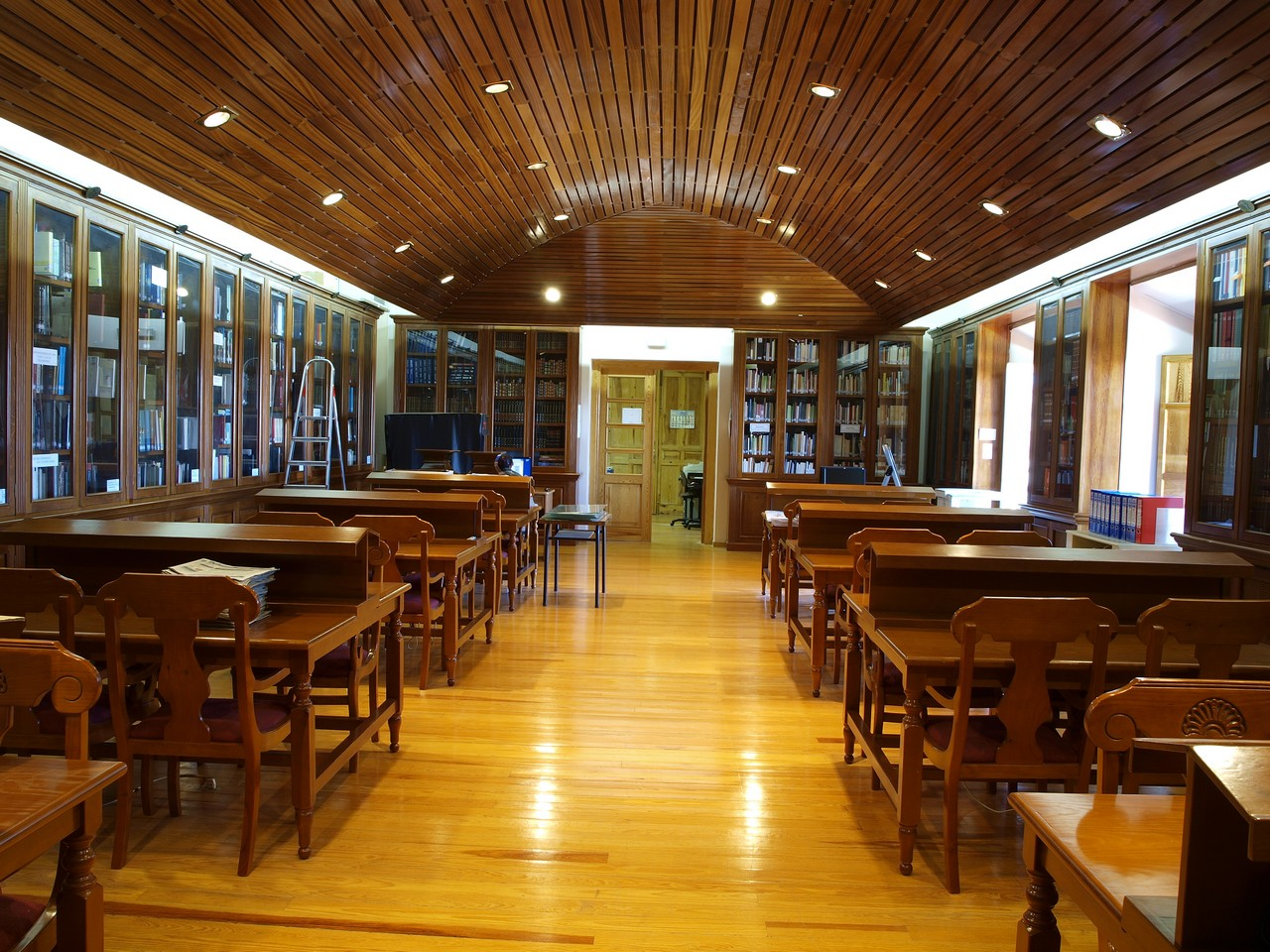
Biblioteca de la Academia de Artillería
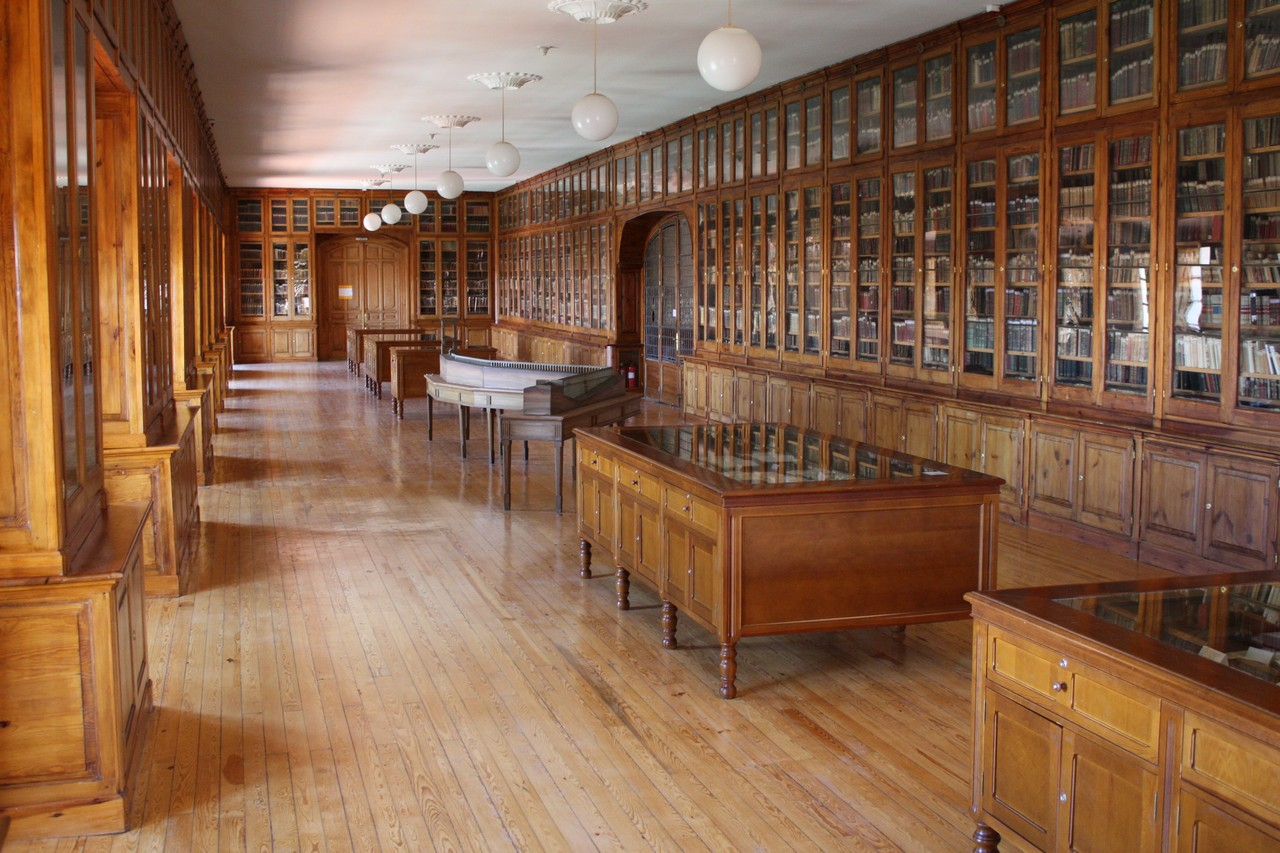
Biblioteca de la Academia de Artillería
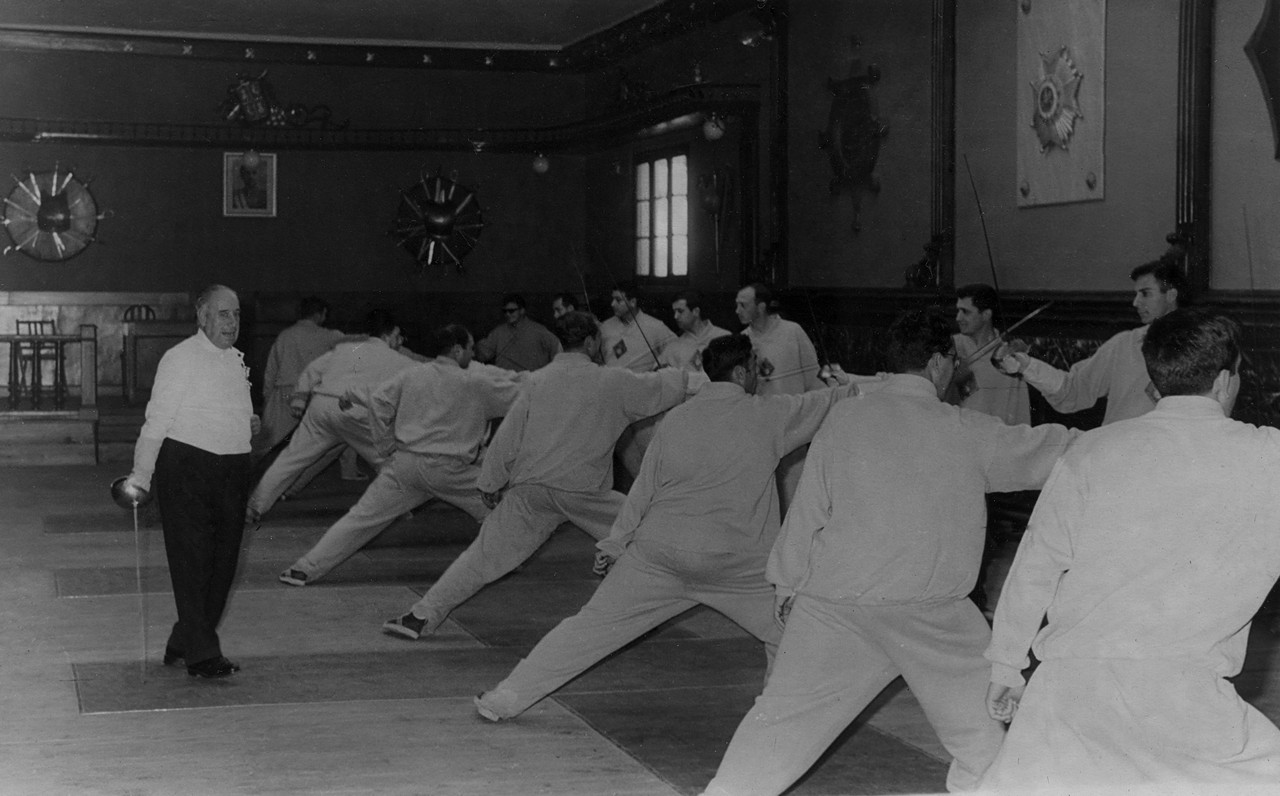
Clases de esgrima en la Academia de Artillería a mediados del siglo XX
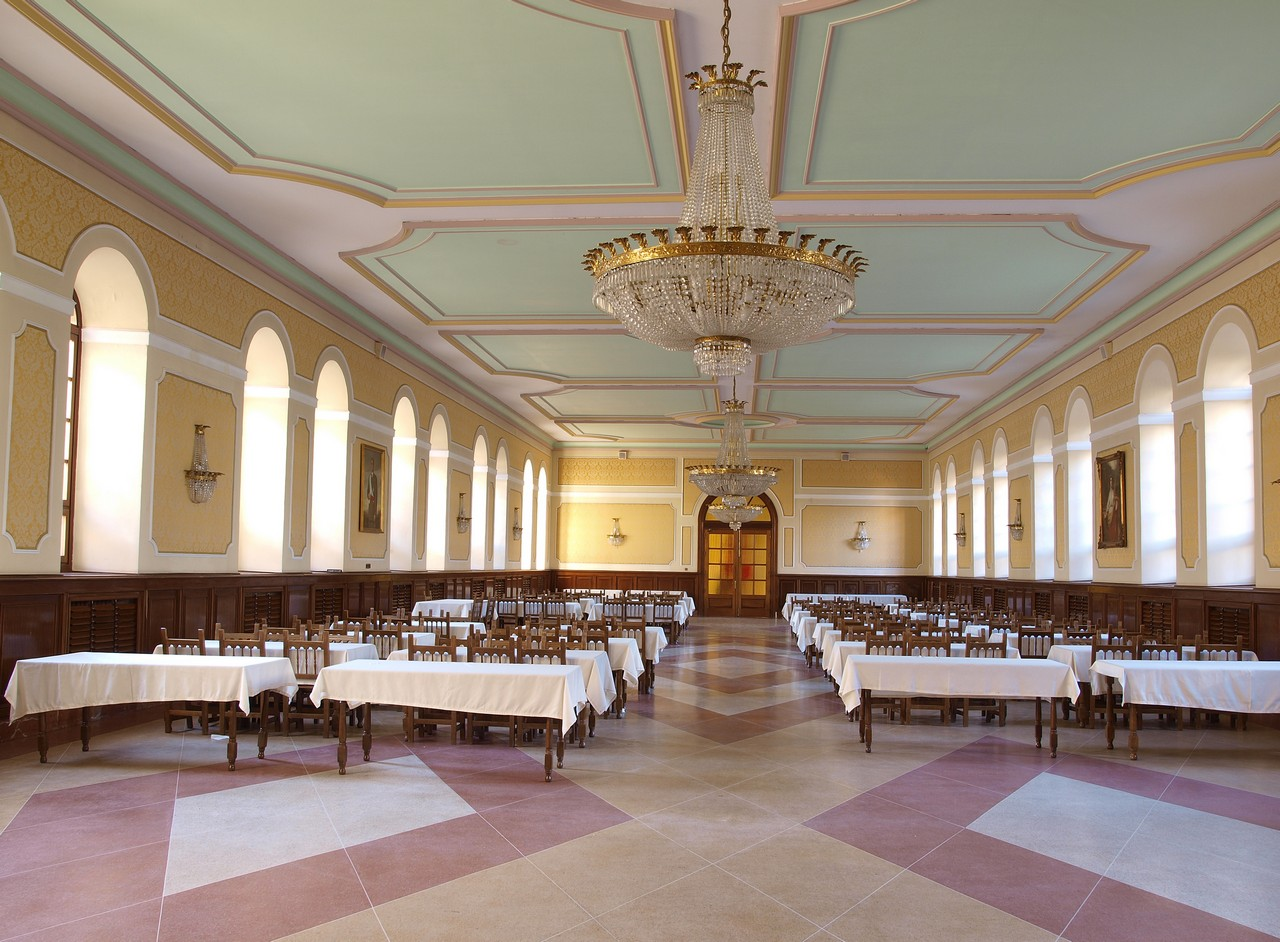
Comedor de Cadetes de la Academia de Artillería
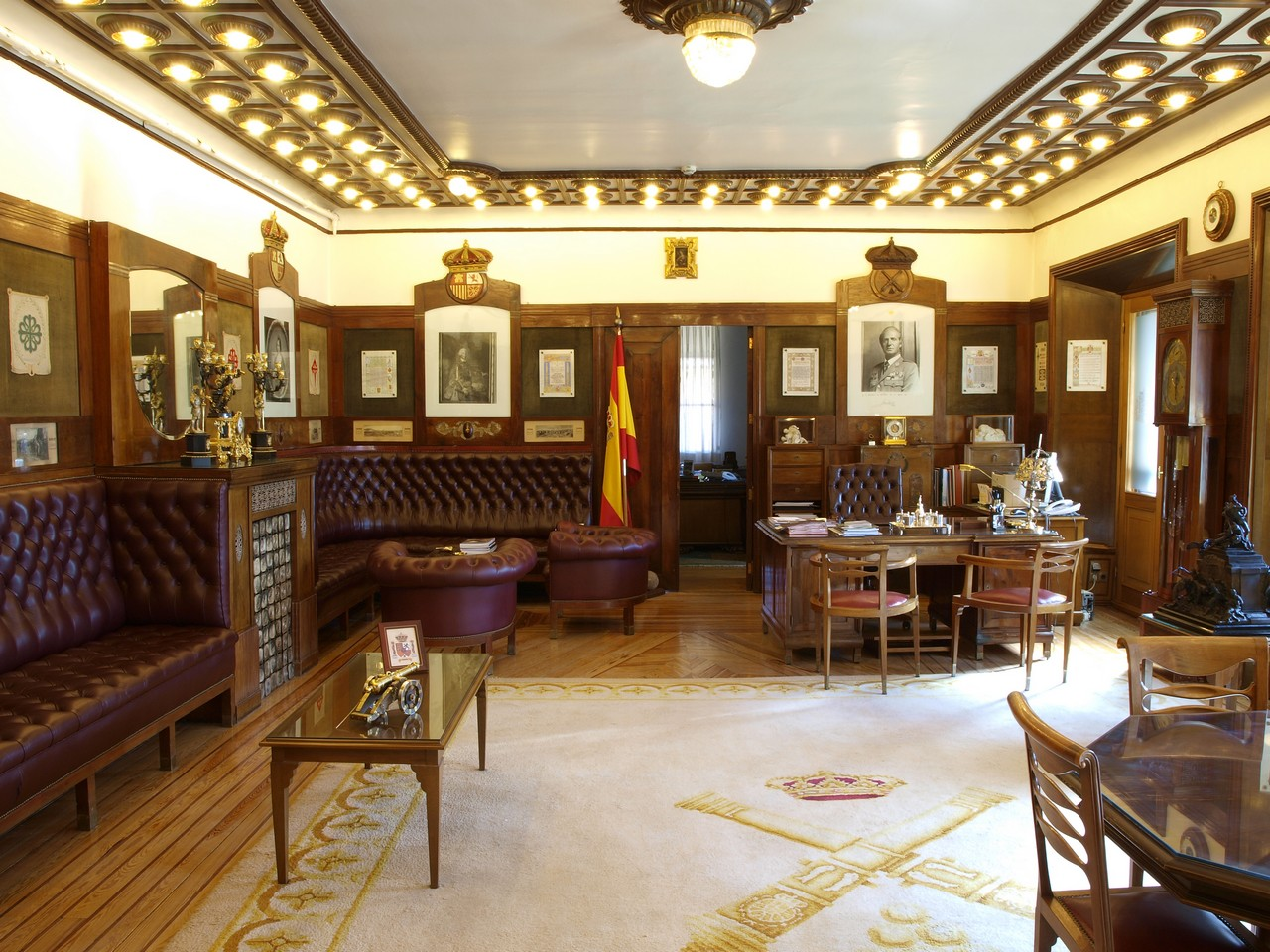
Despacho del Director de la Academia de Artillería
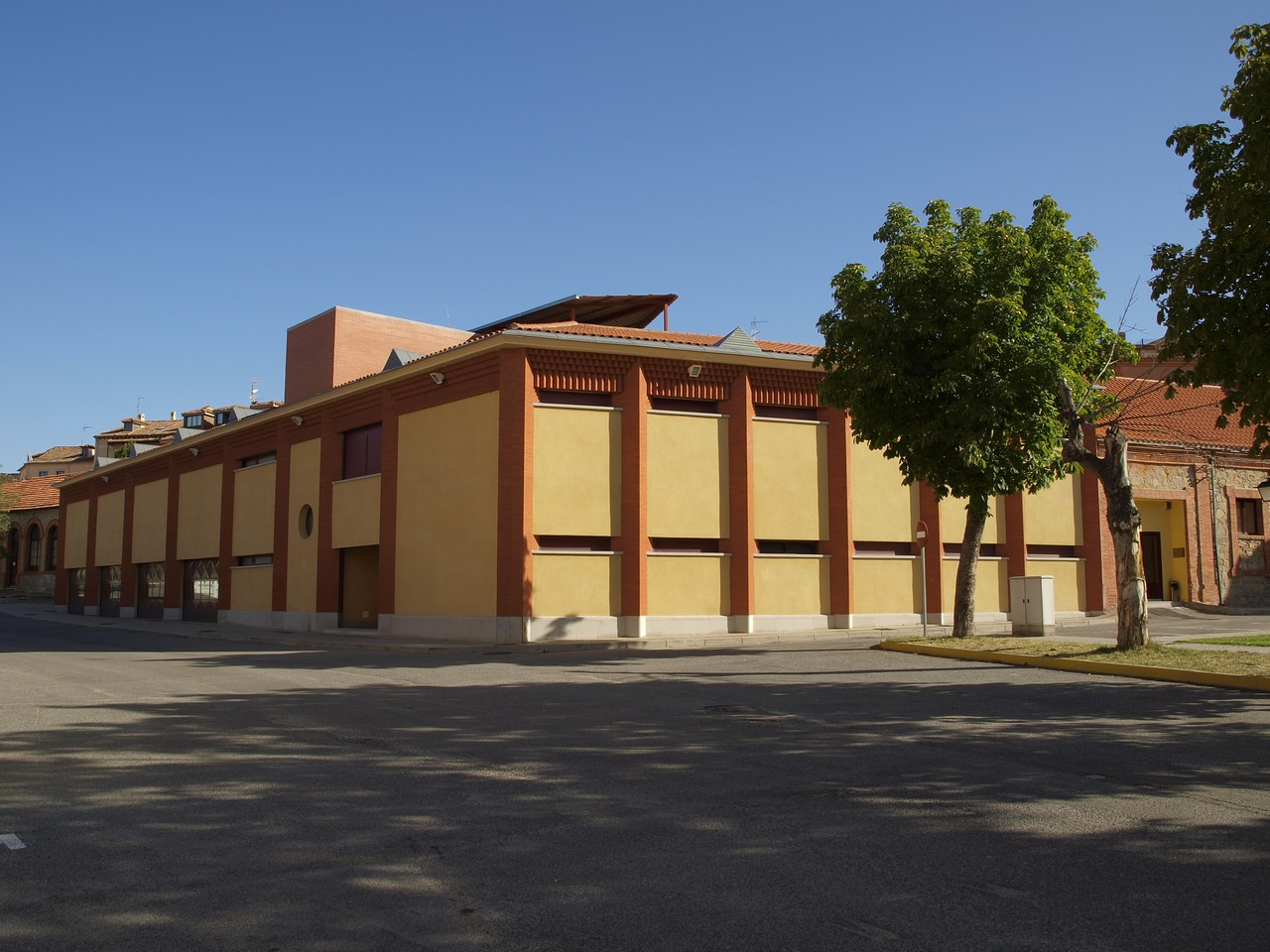
Edificio del Simulador de Campaña de la Academia de Artillería
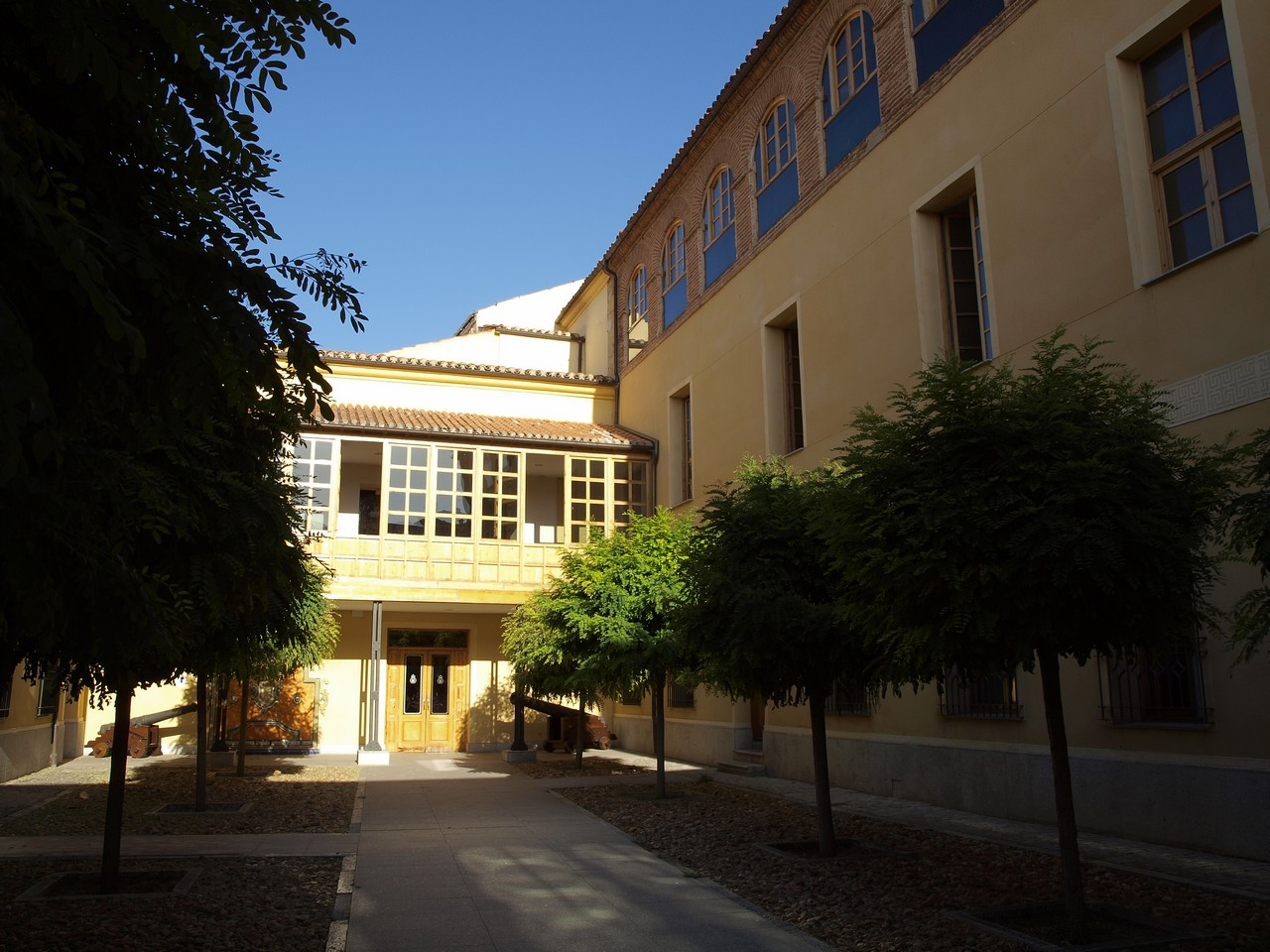
Patio de las acacias de la Academia de Artillería
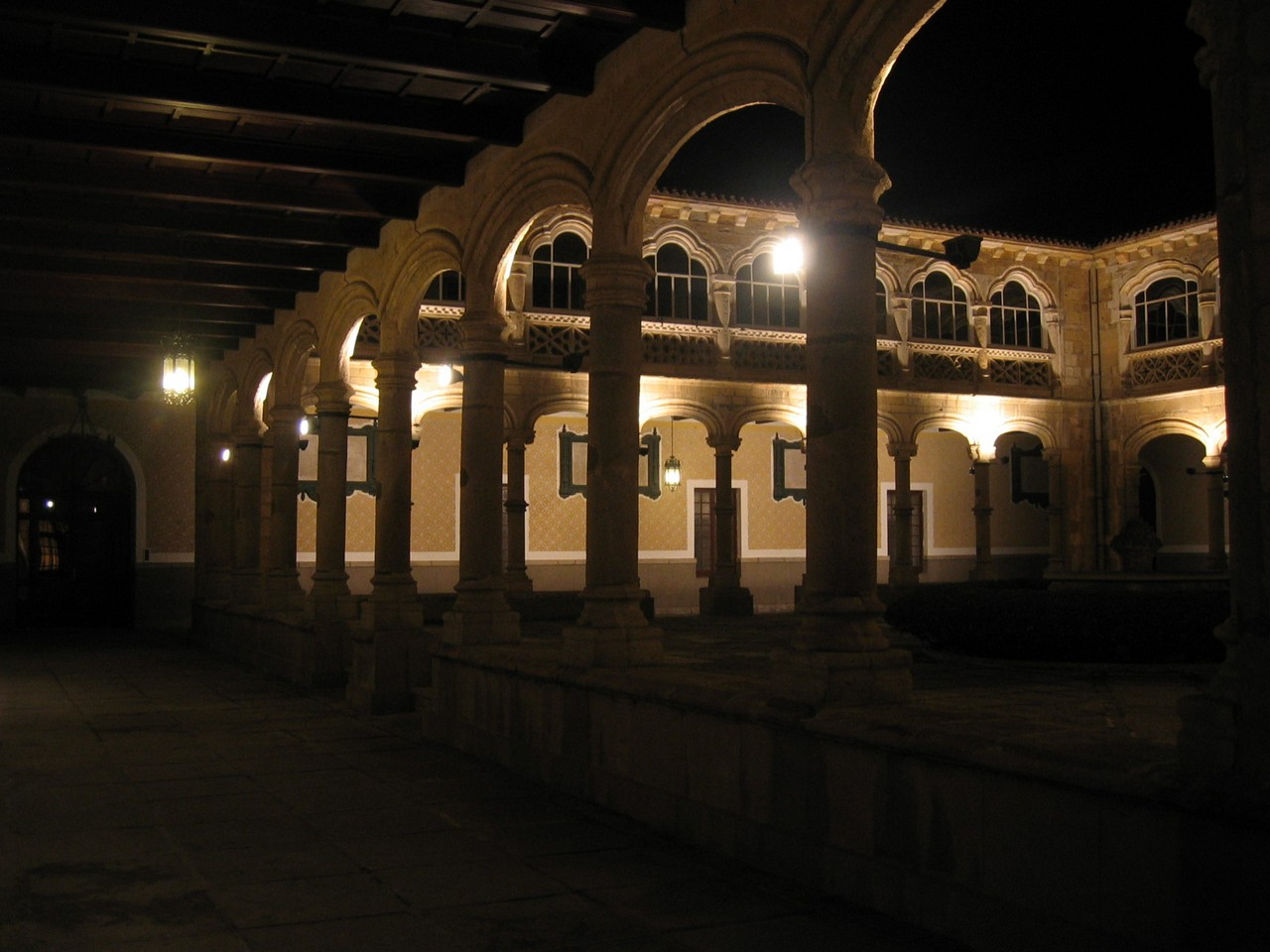
Patio de orden de la Academia de Artillería
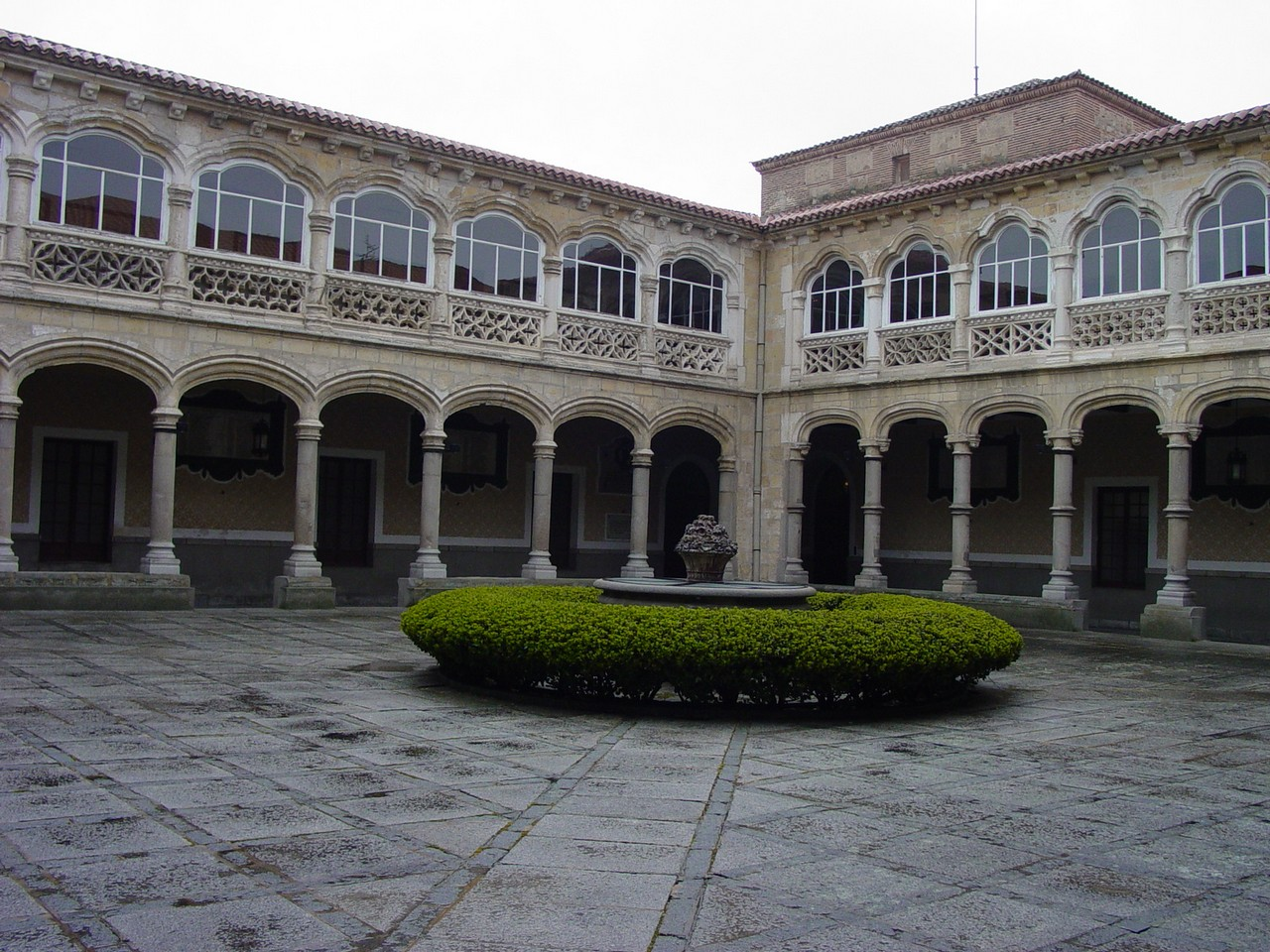
Patio de orden de la Academia de Artillería
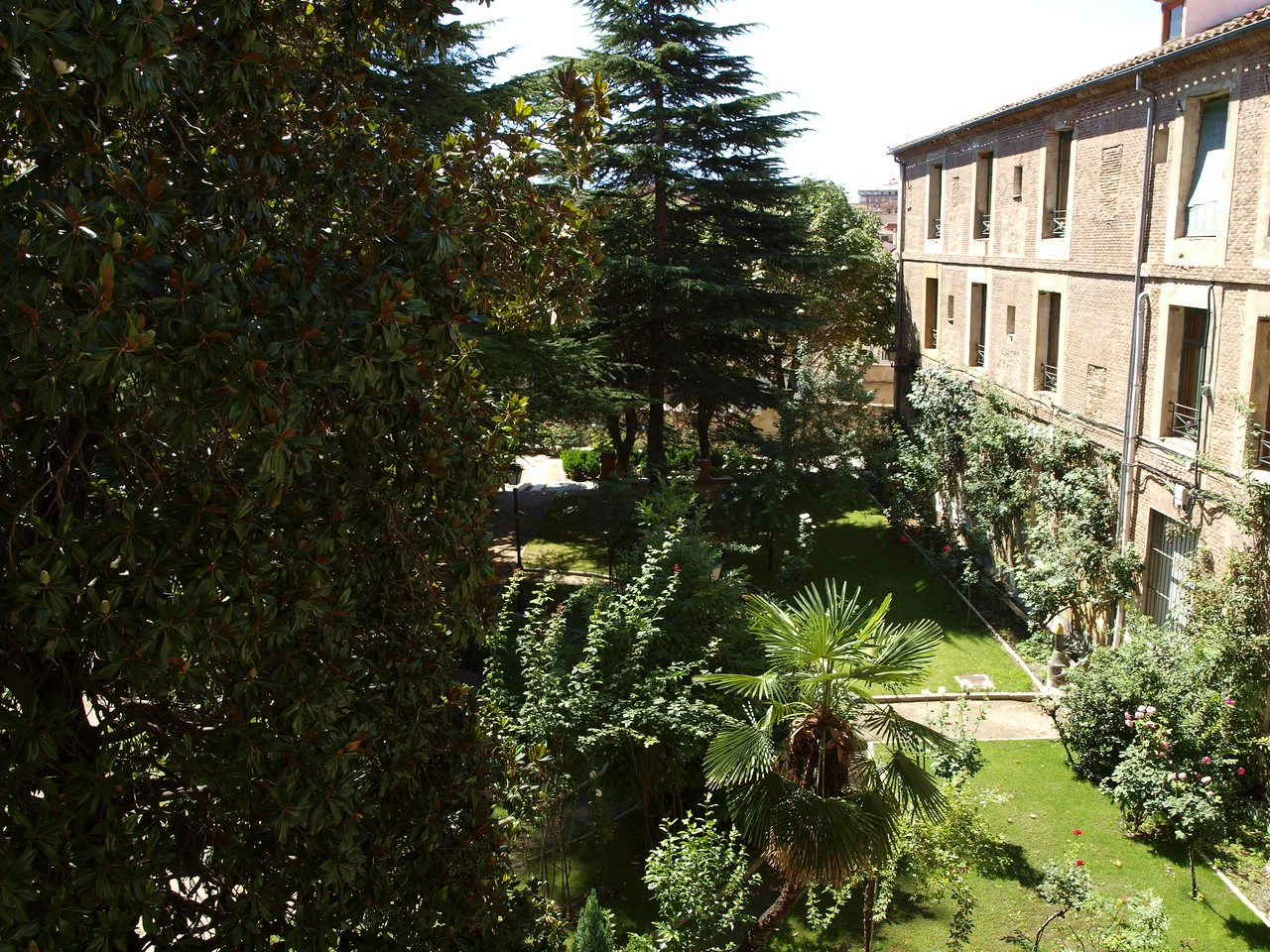
Patio del magnolio de la Academia de Artillería
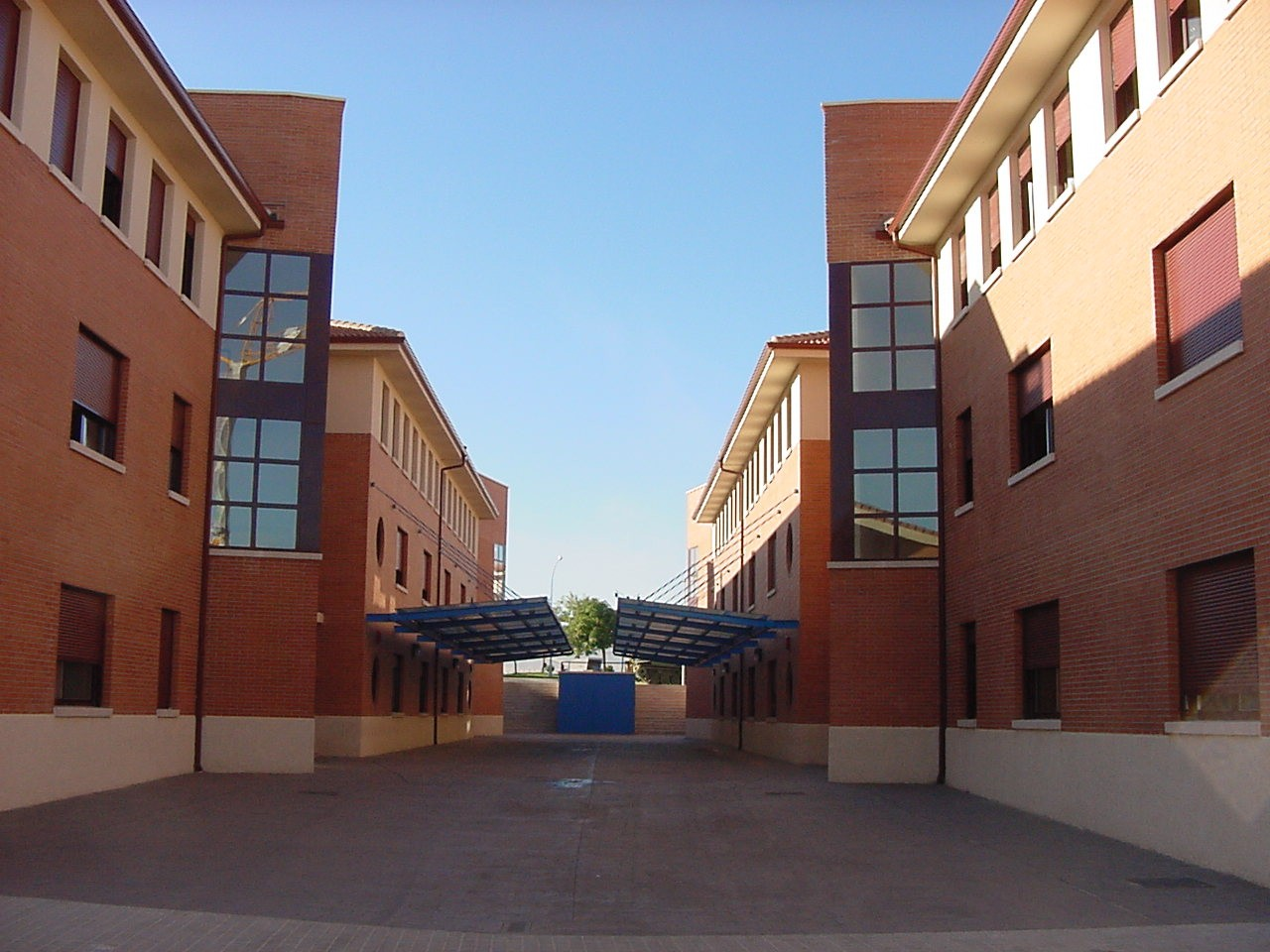
Polígono de Baterías, Academia de Artillería
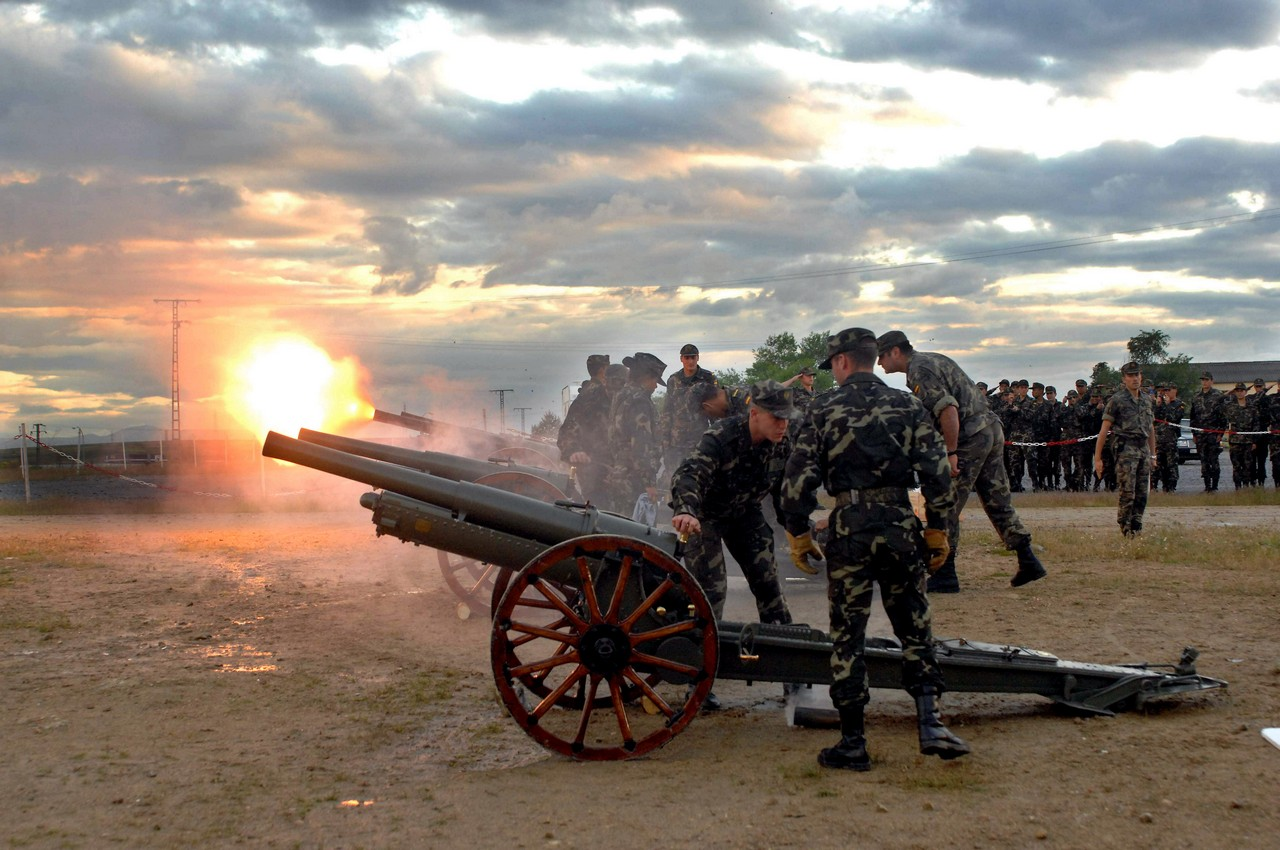
Ejercicios en el Polígono de Baterías, Academia de Artillería
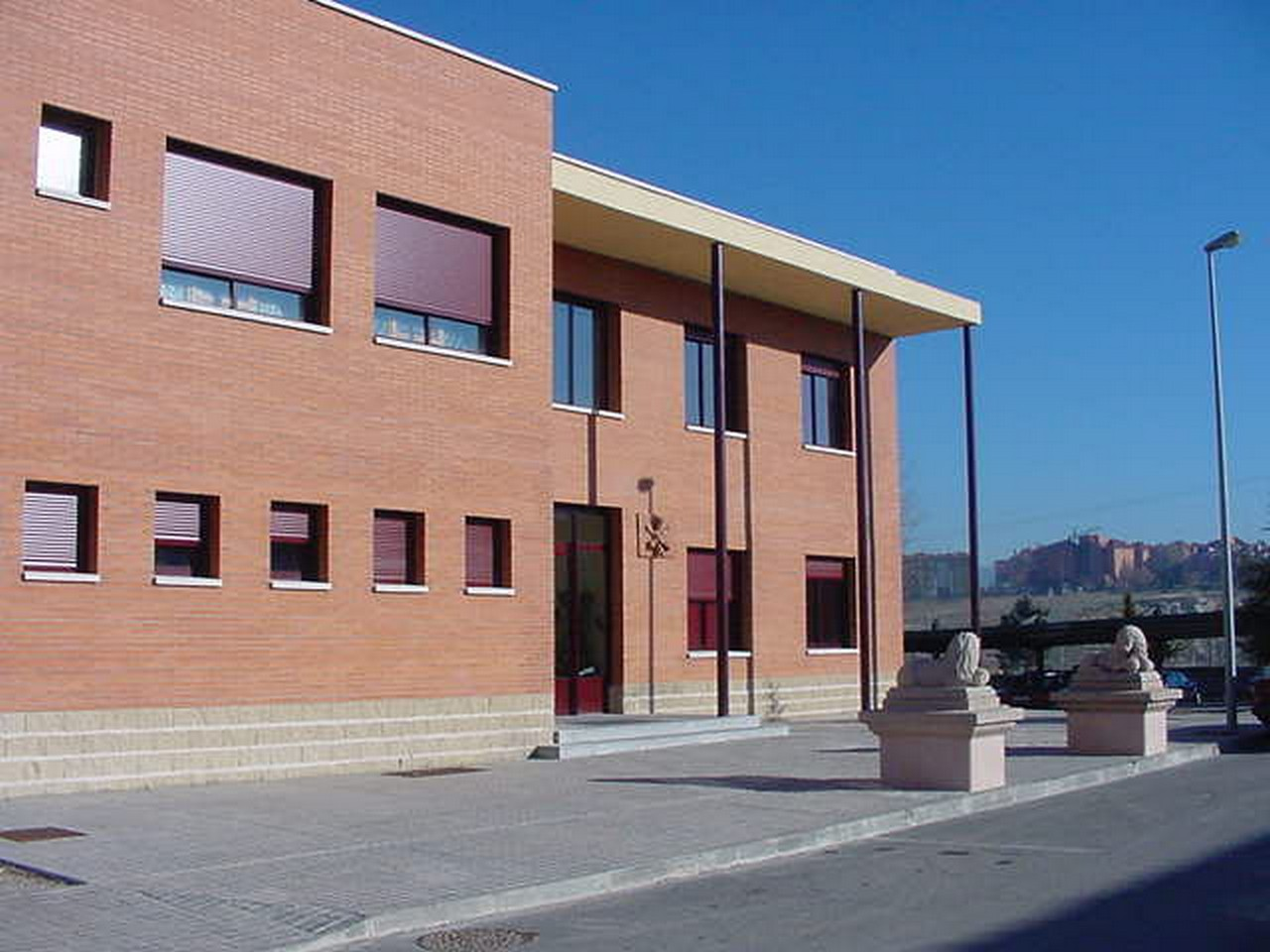
Polígono de Baterías, Academia de Artillería
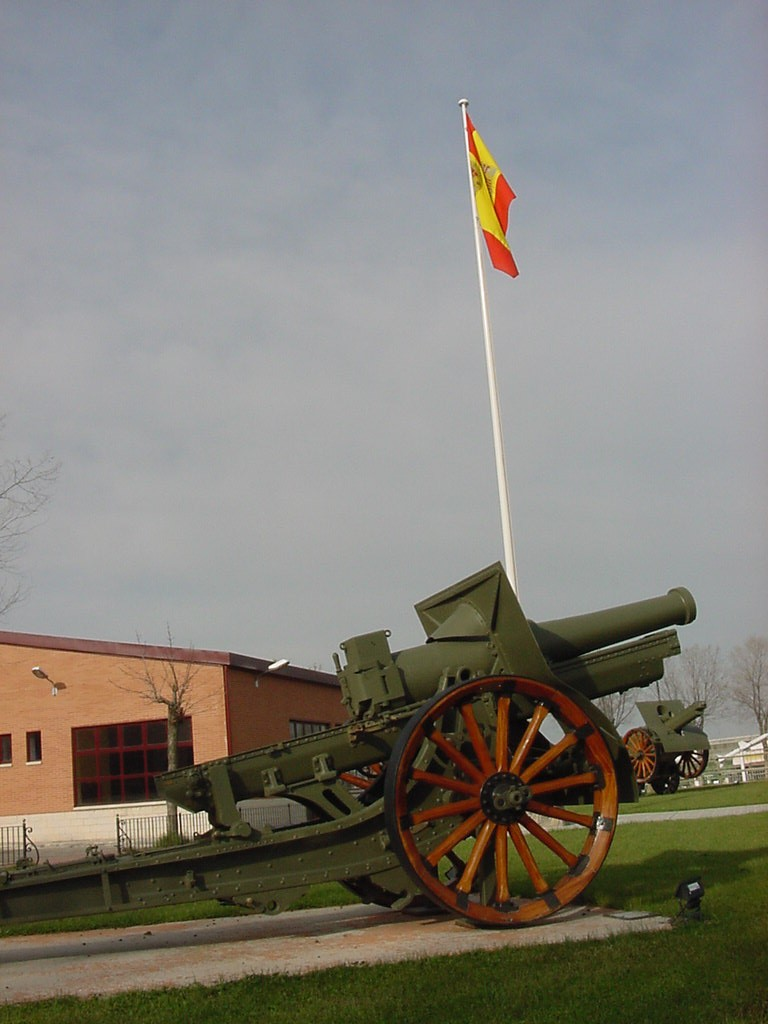
Polígono de Baterías, Academia de Artillería
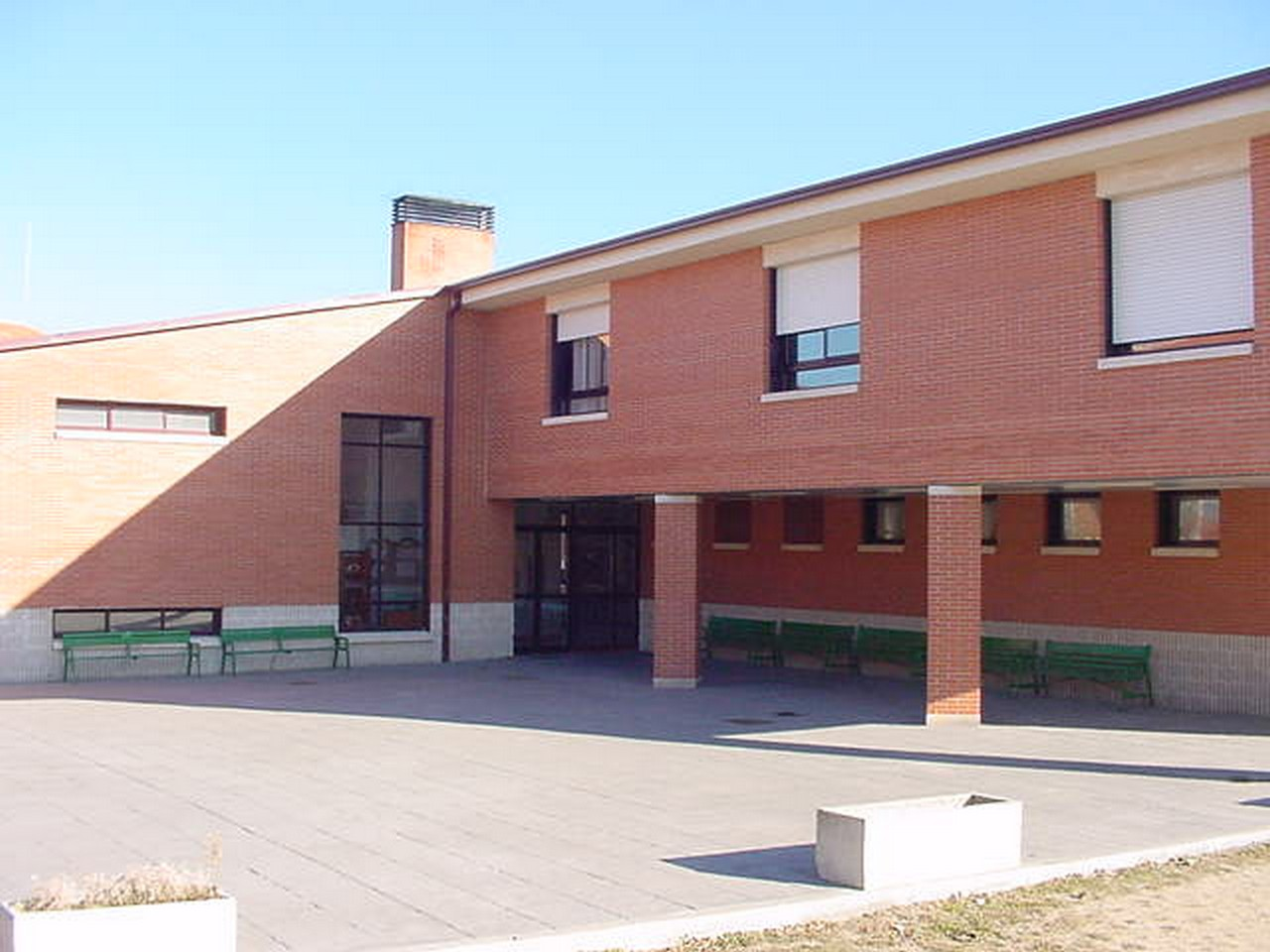
Polígono de Baterías, Academia de Artillería
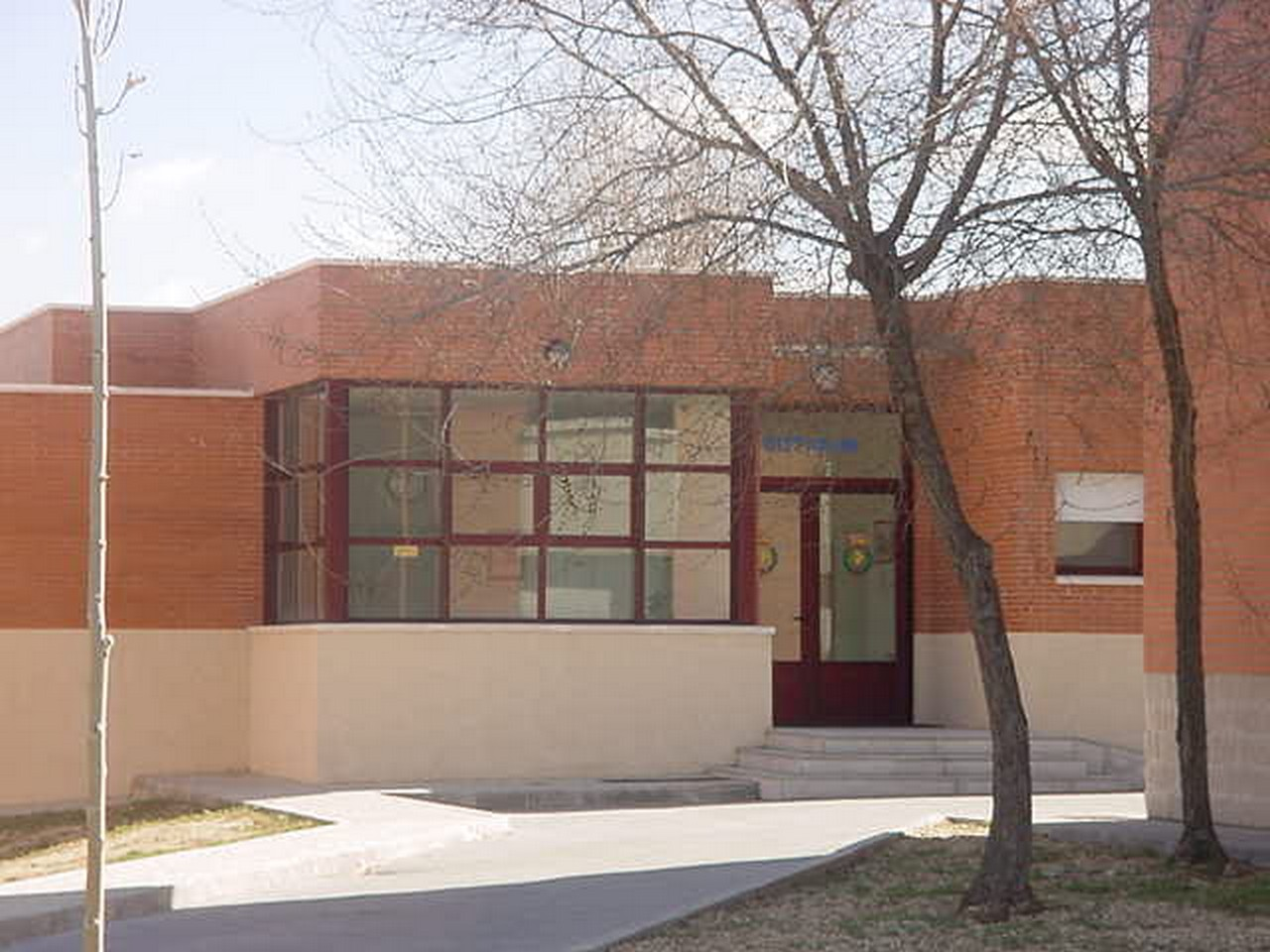
Polígono de Baterías, Academia de Artillería
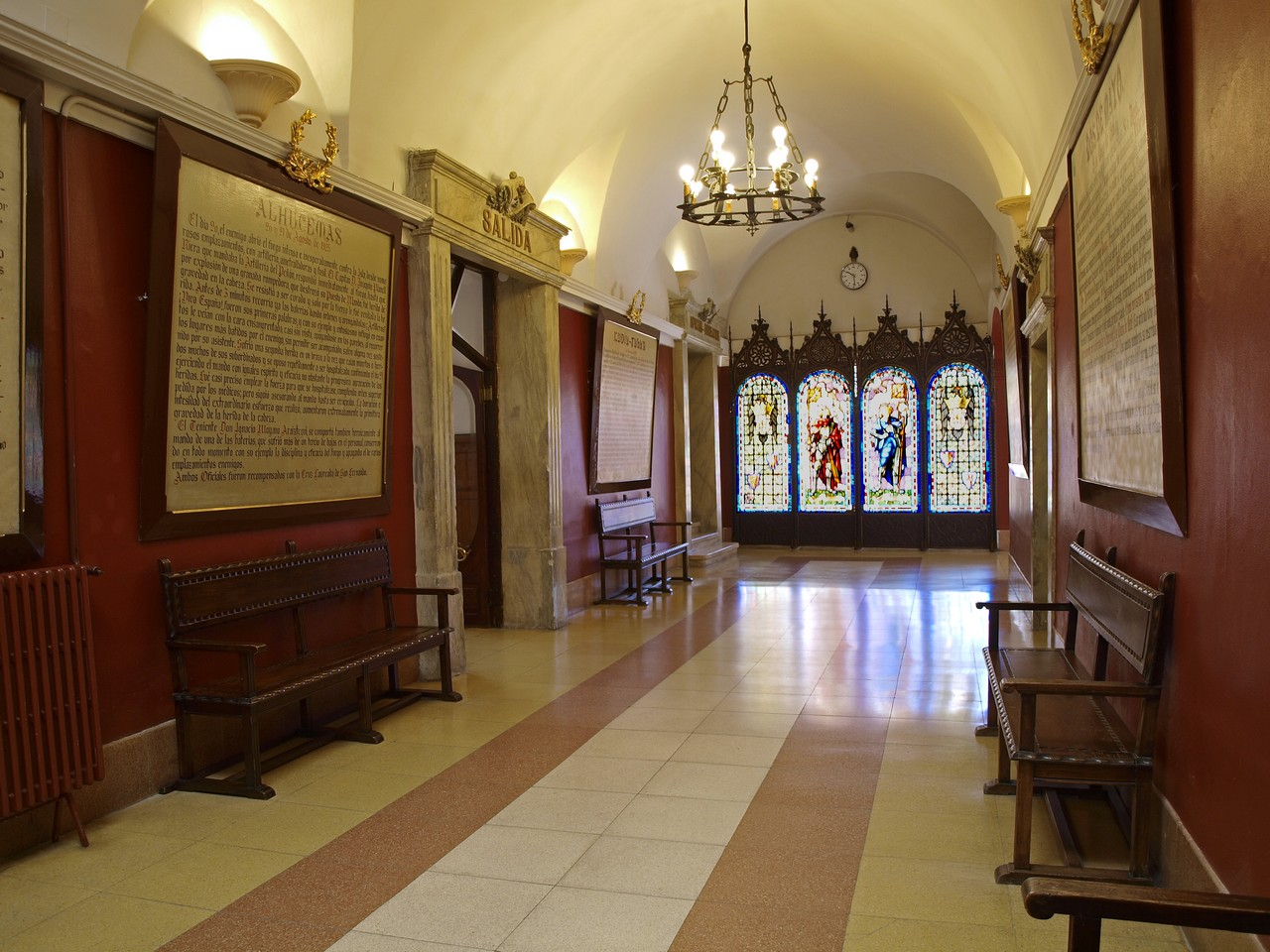
Pasillo de honor de la Academia de Artillería
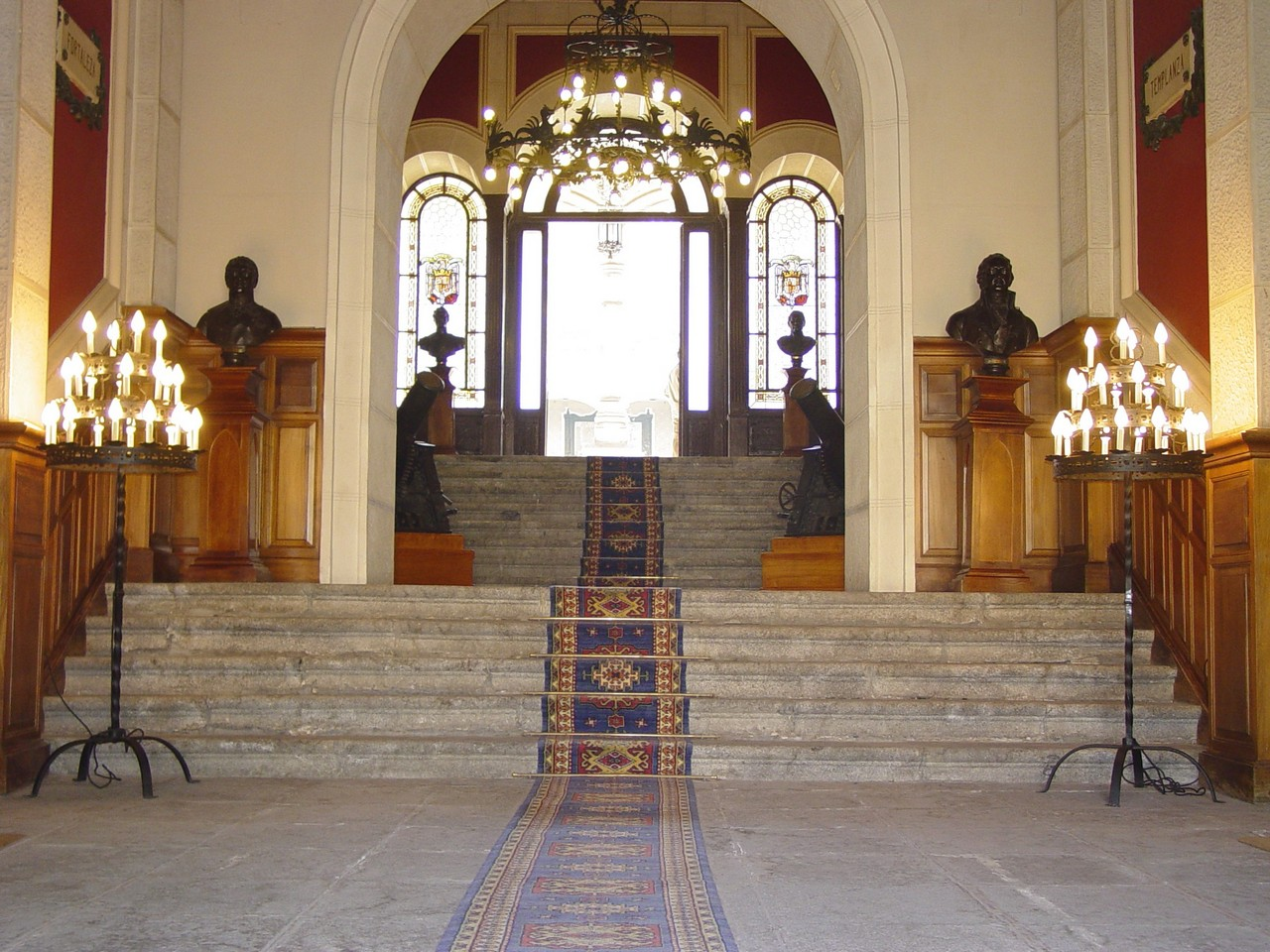
Puerta de san Francisco de la Academia de Artillería
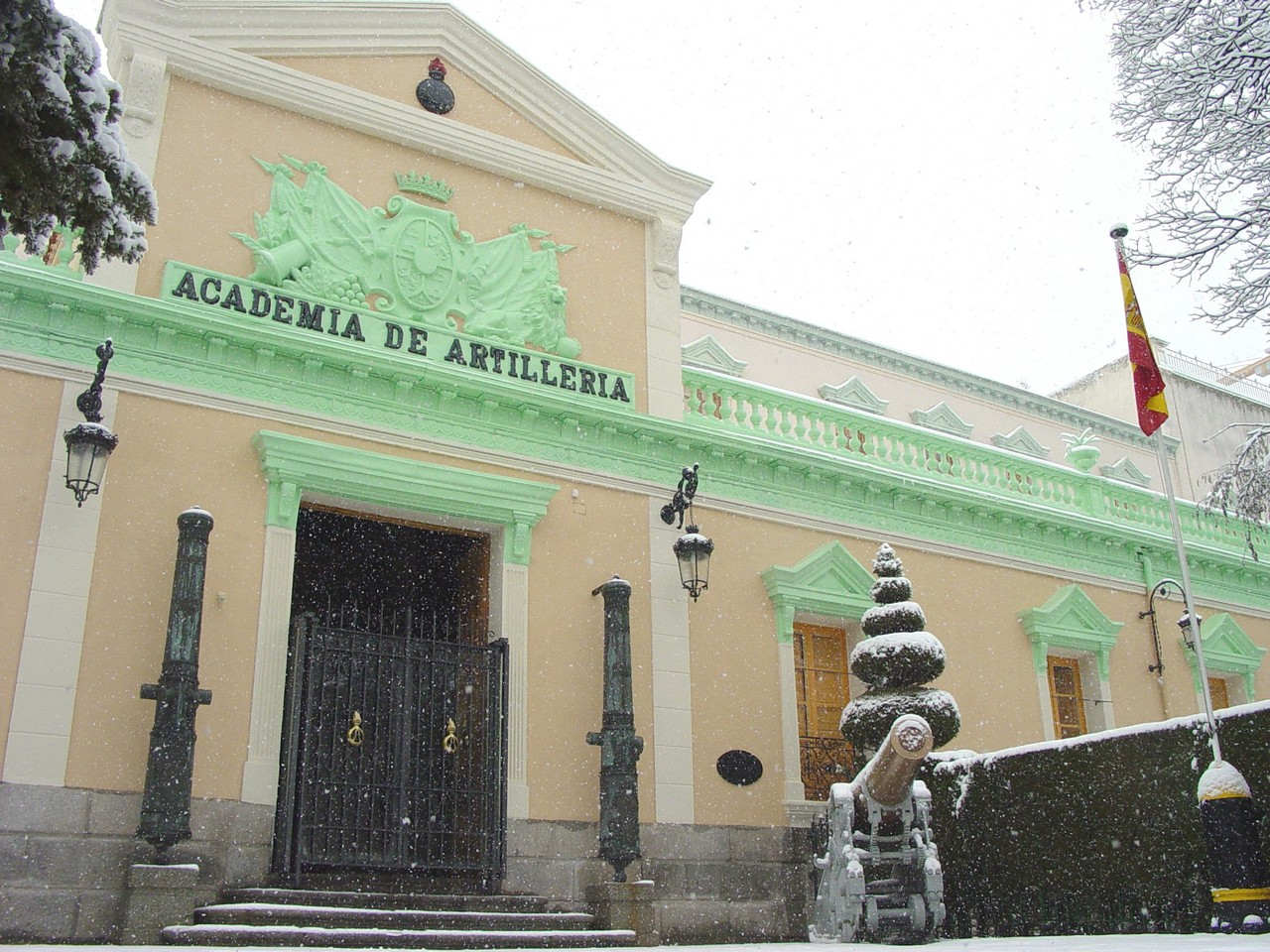
Puerta de san Francisco de la Academia de Artillería
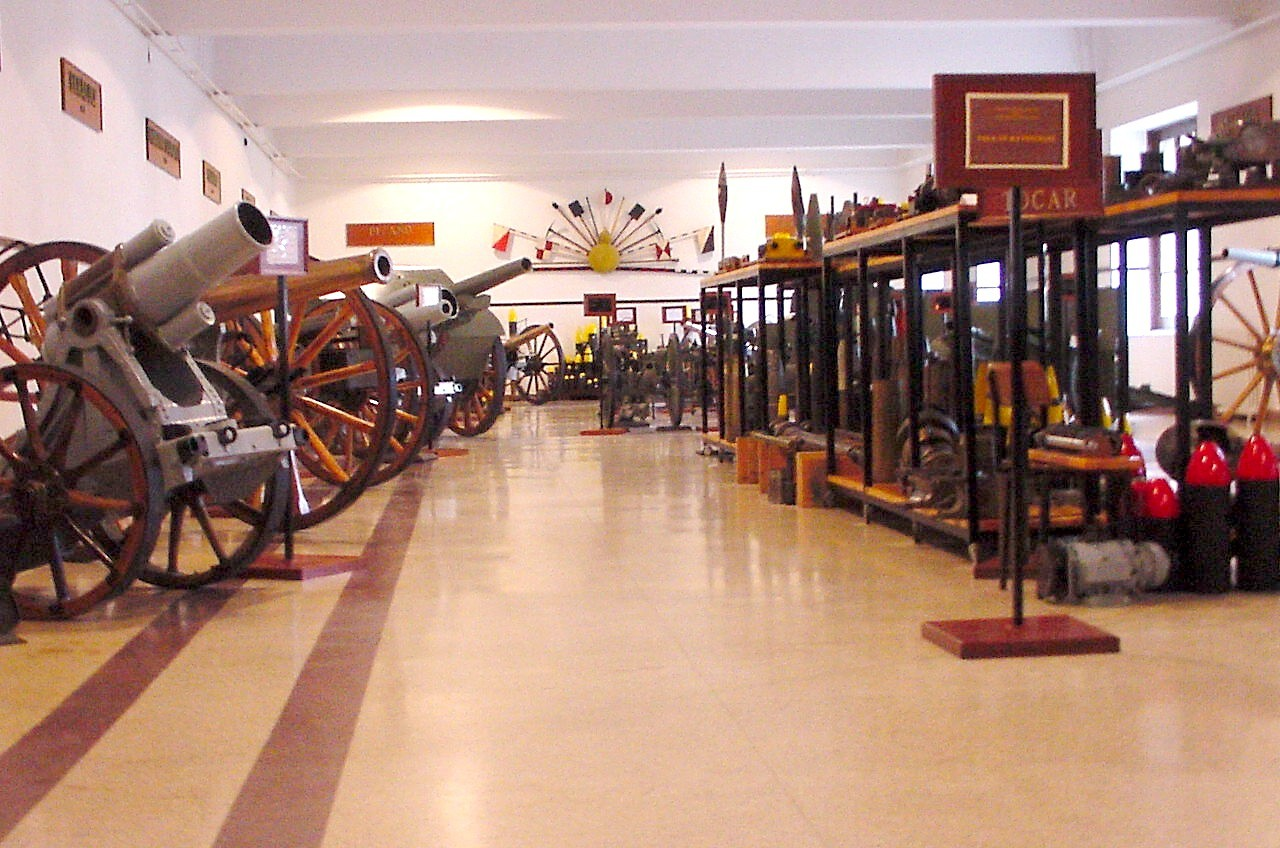
Sala de materiales de la Academia de Artillería
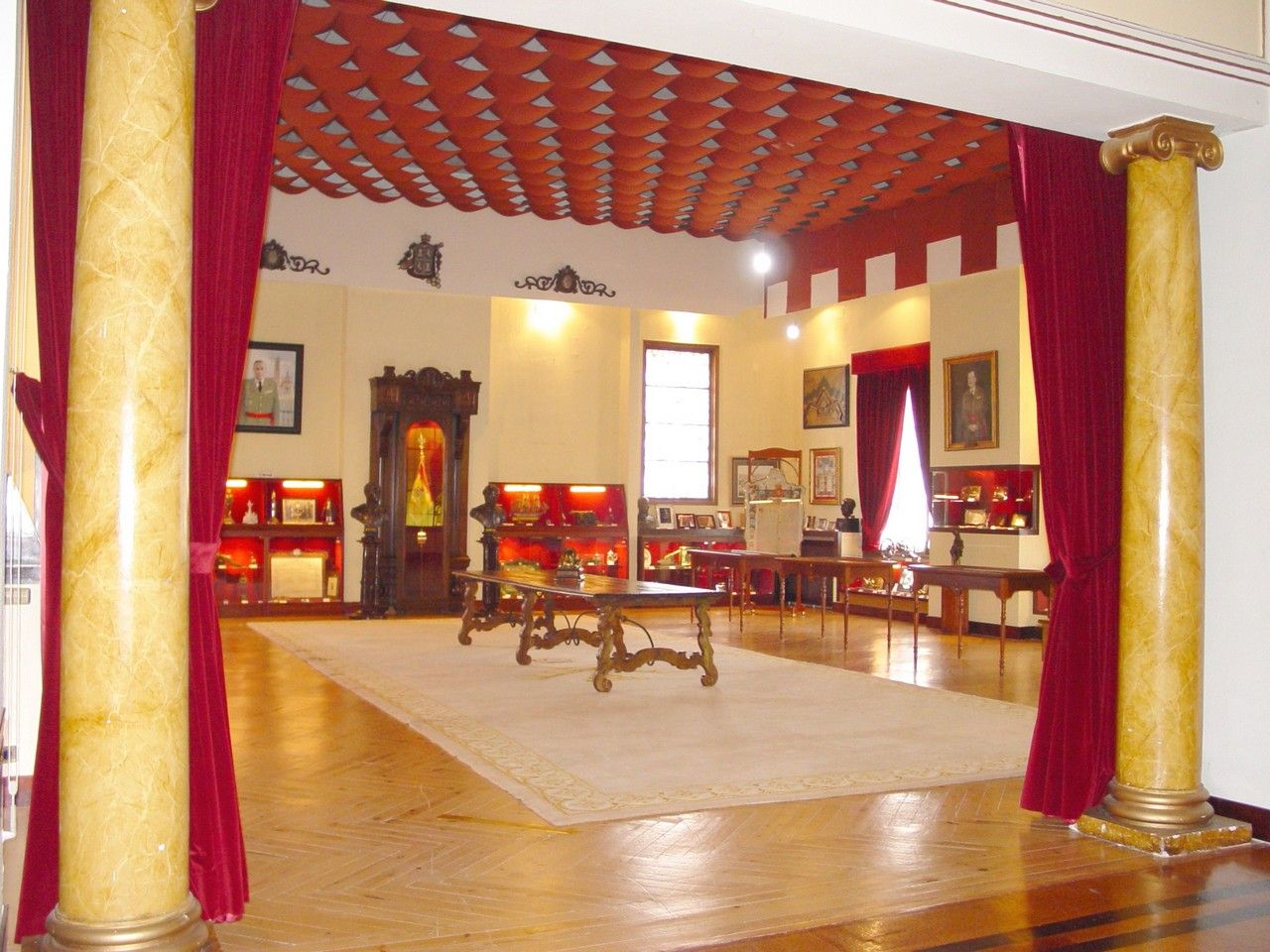
Sala del estandarte de la Academia de Artillería
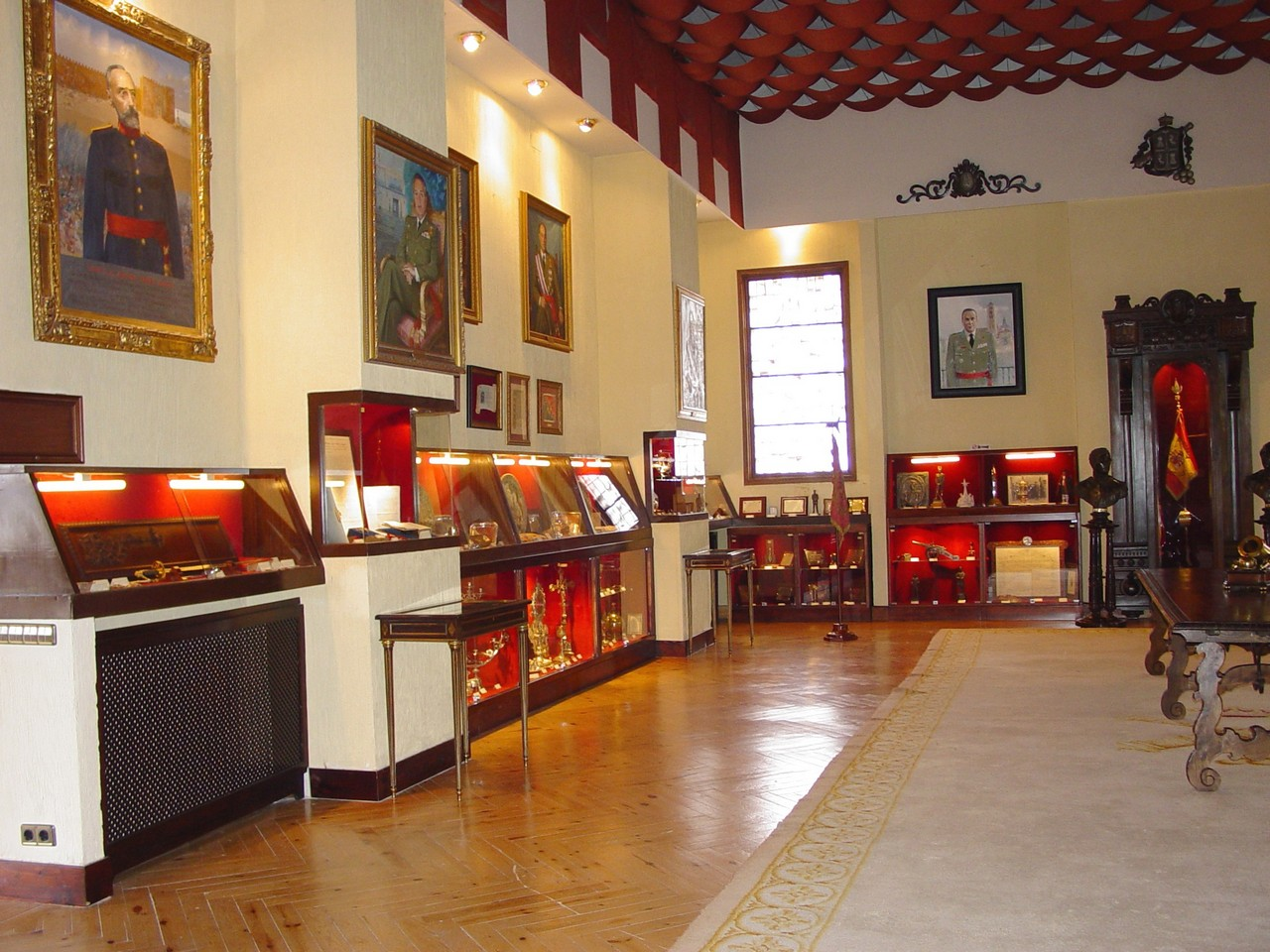
Sala del estandarte de la Academia de Artillería
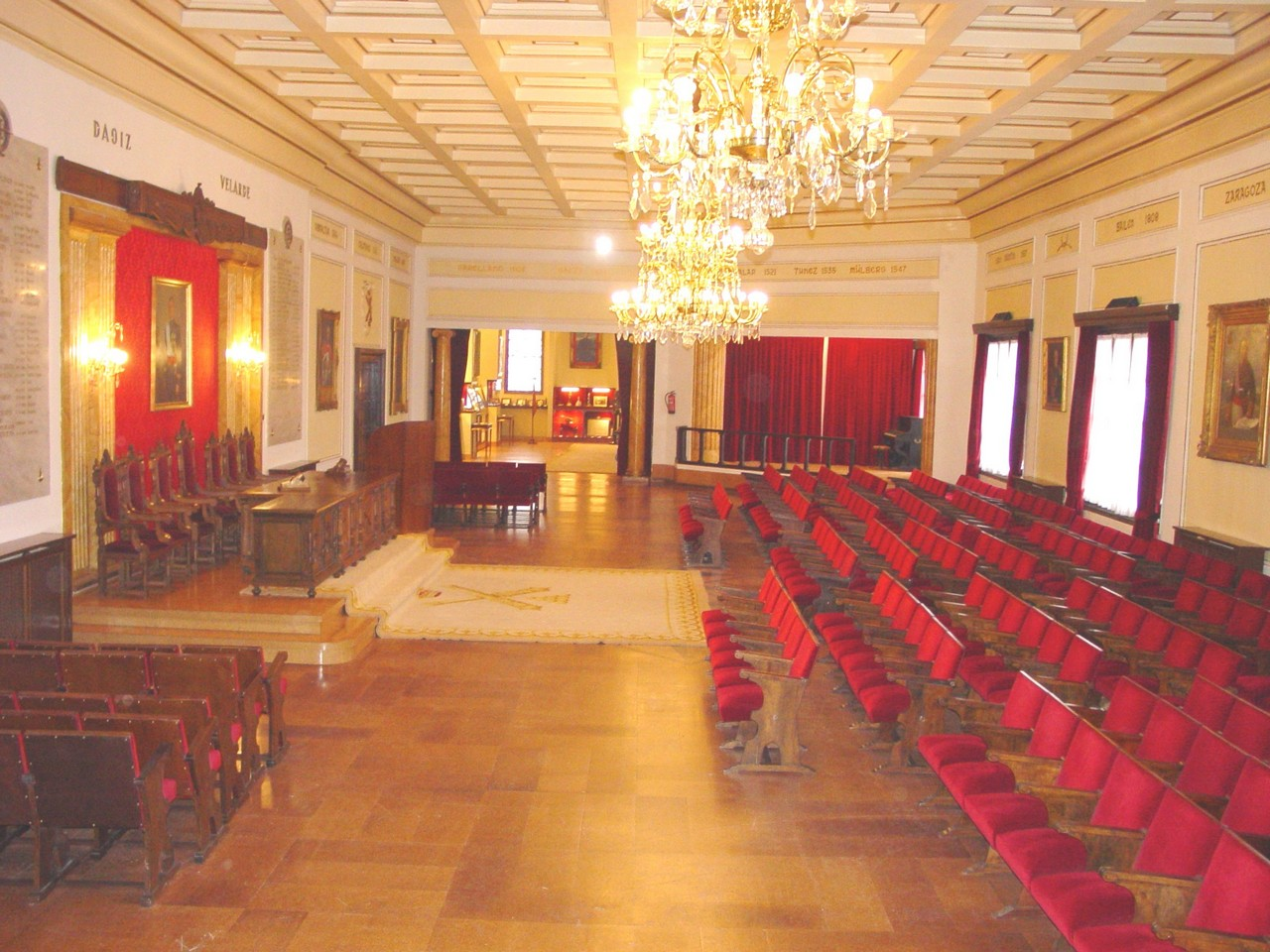
Salón de actos de la Academia de Artillería
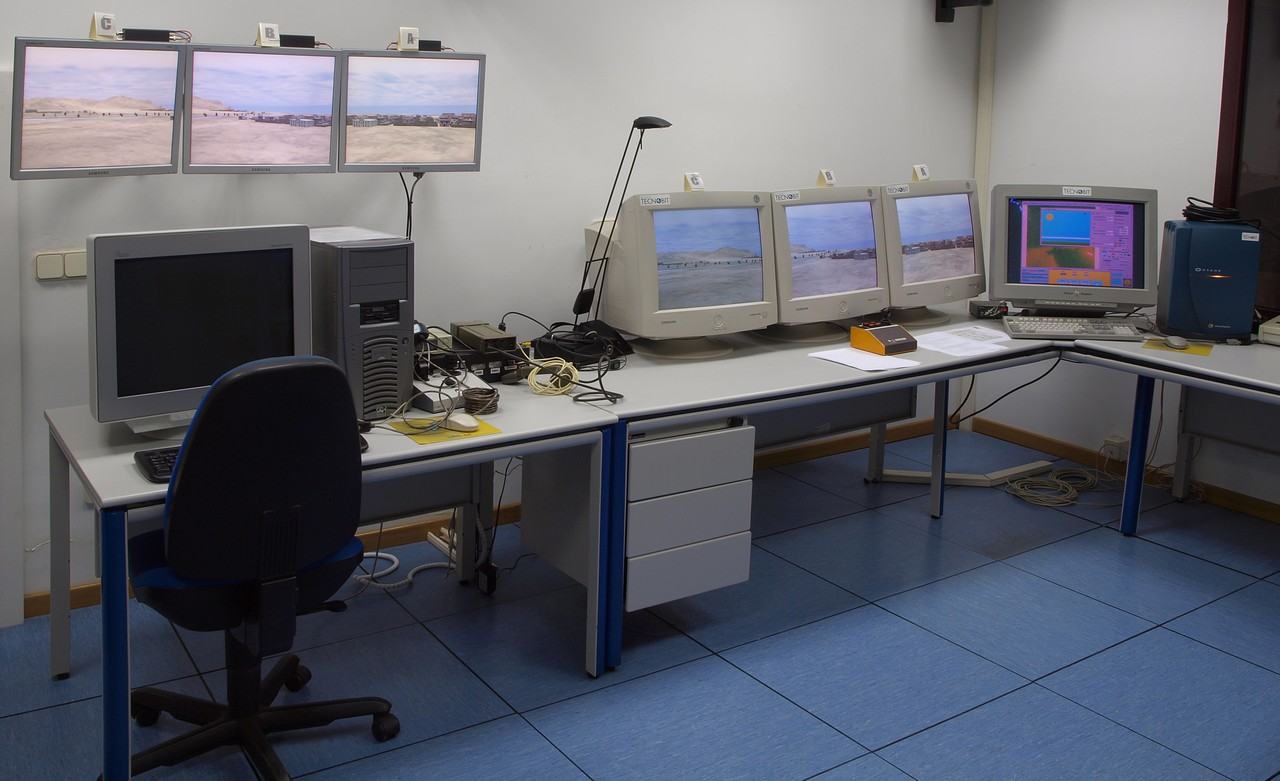
Simulador de campaña en la Academia de Artillería
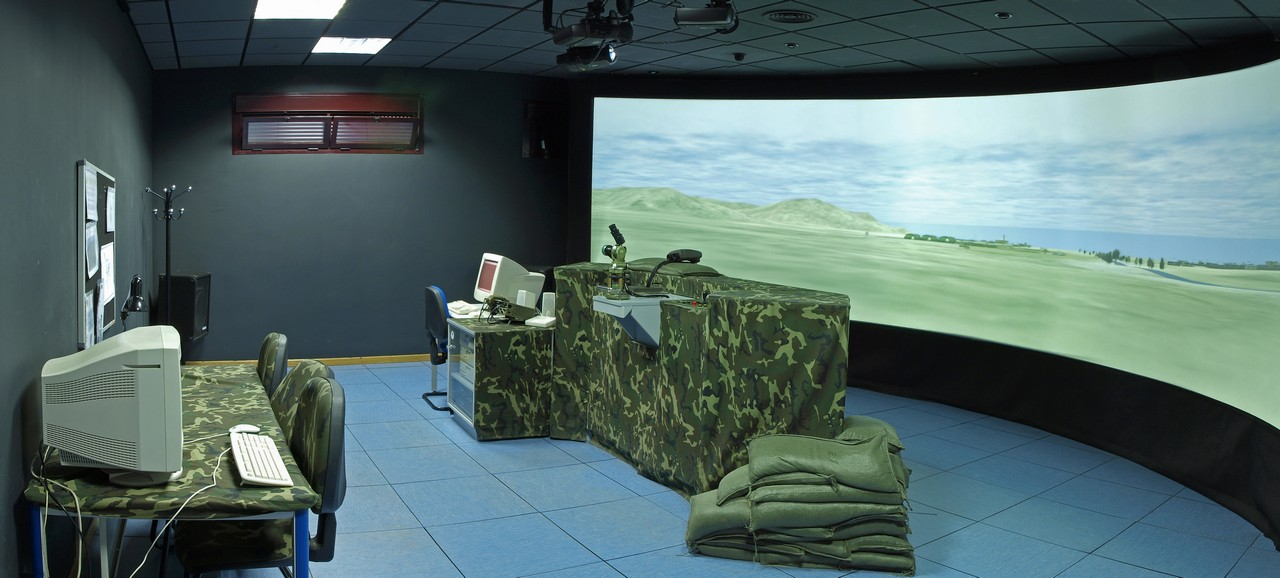
Simulador de campaña en la Academia de Artillería
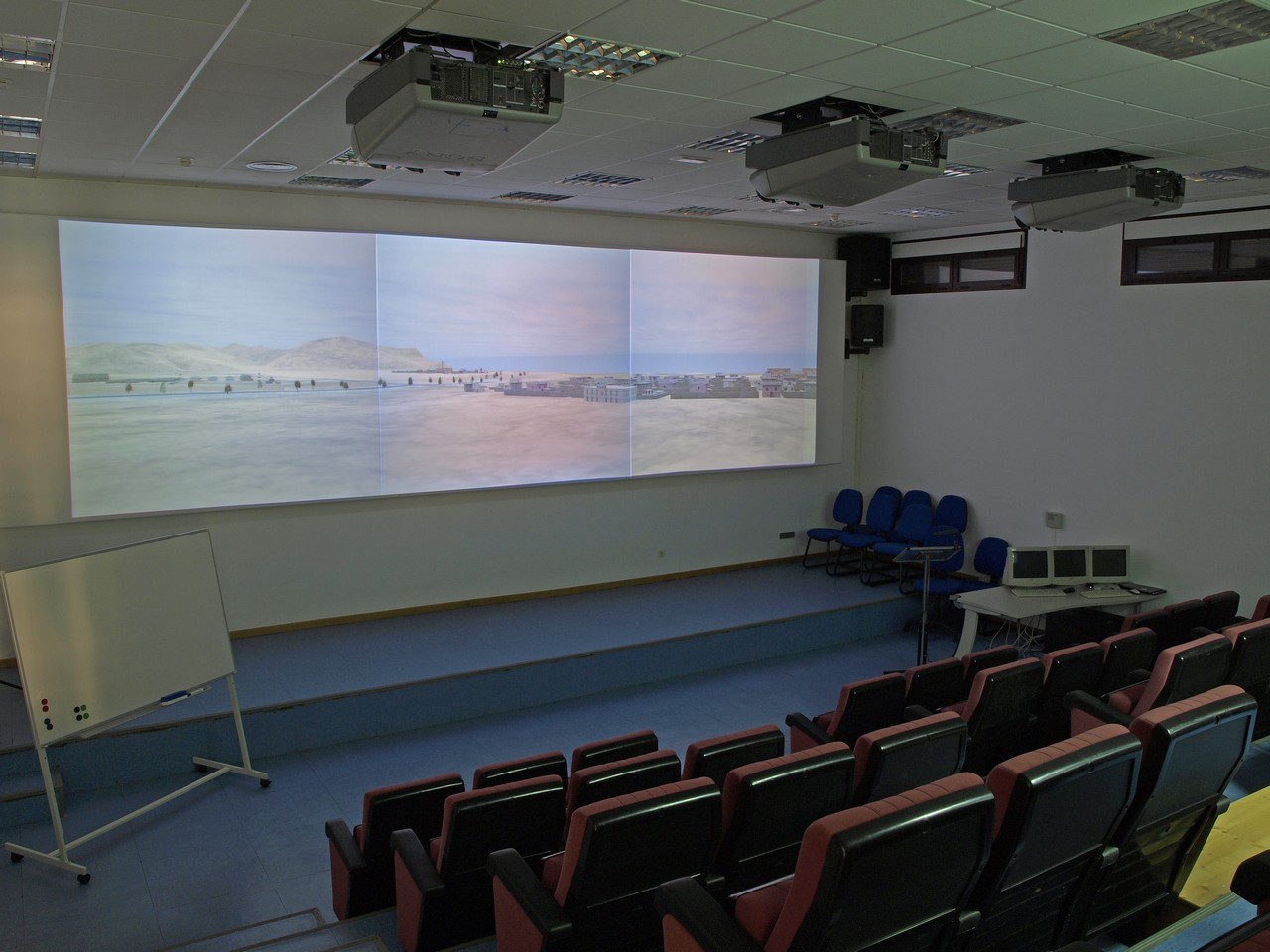
Simulador de campaña en la Academia de Artillería
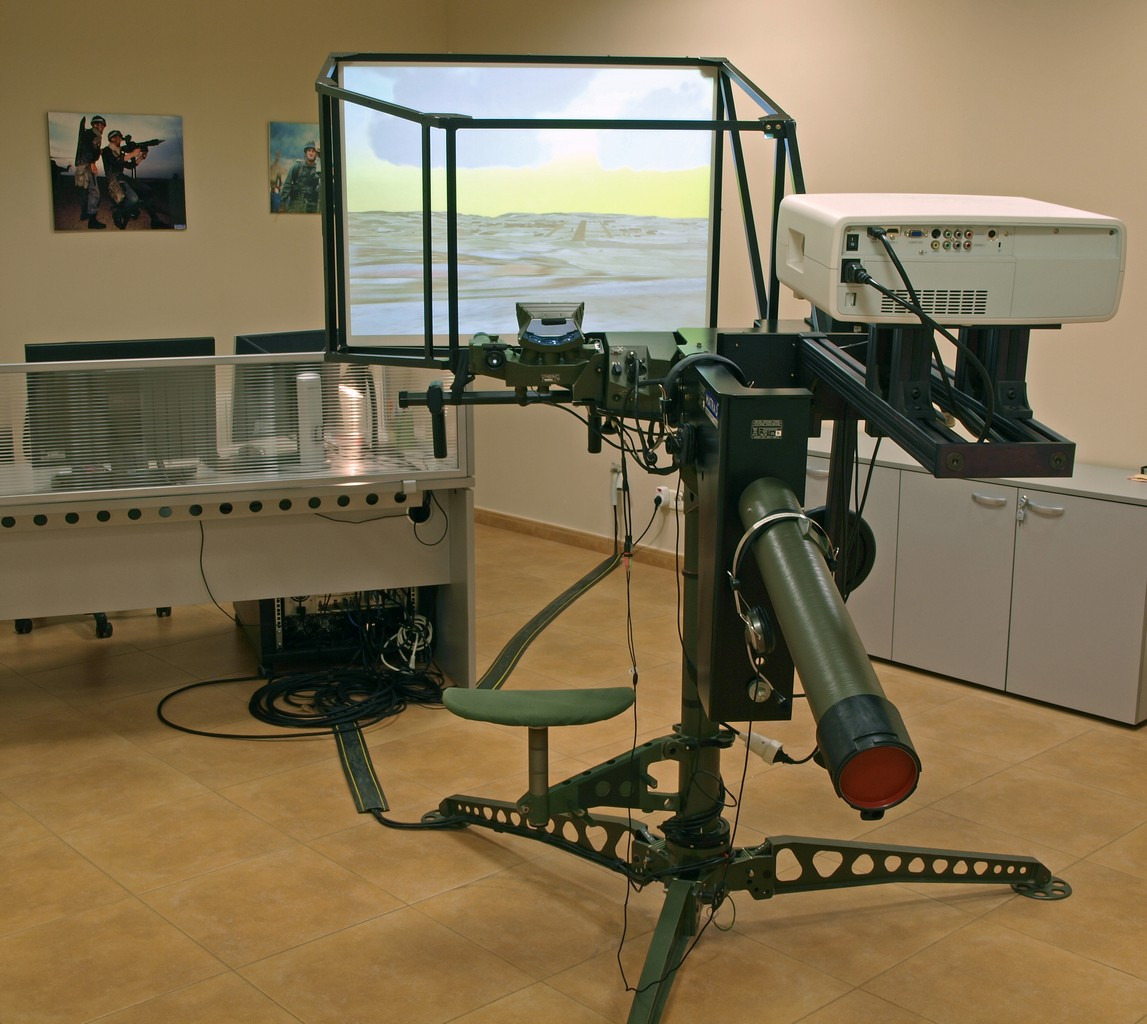
Simulador de Misil Mistral en la Academia de Artillería
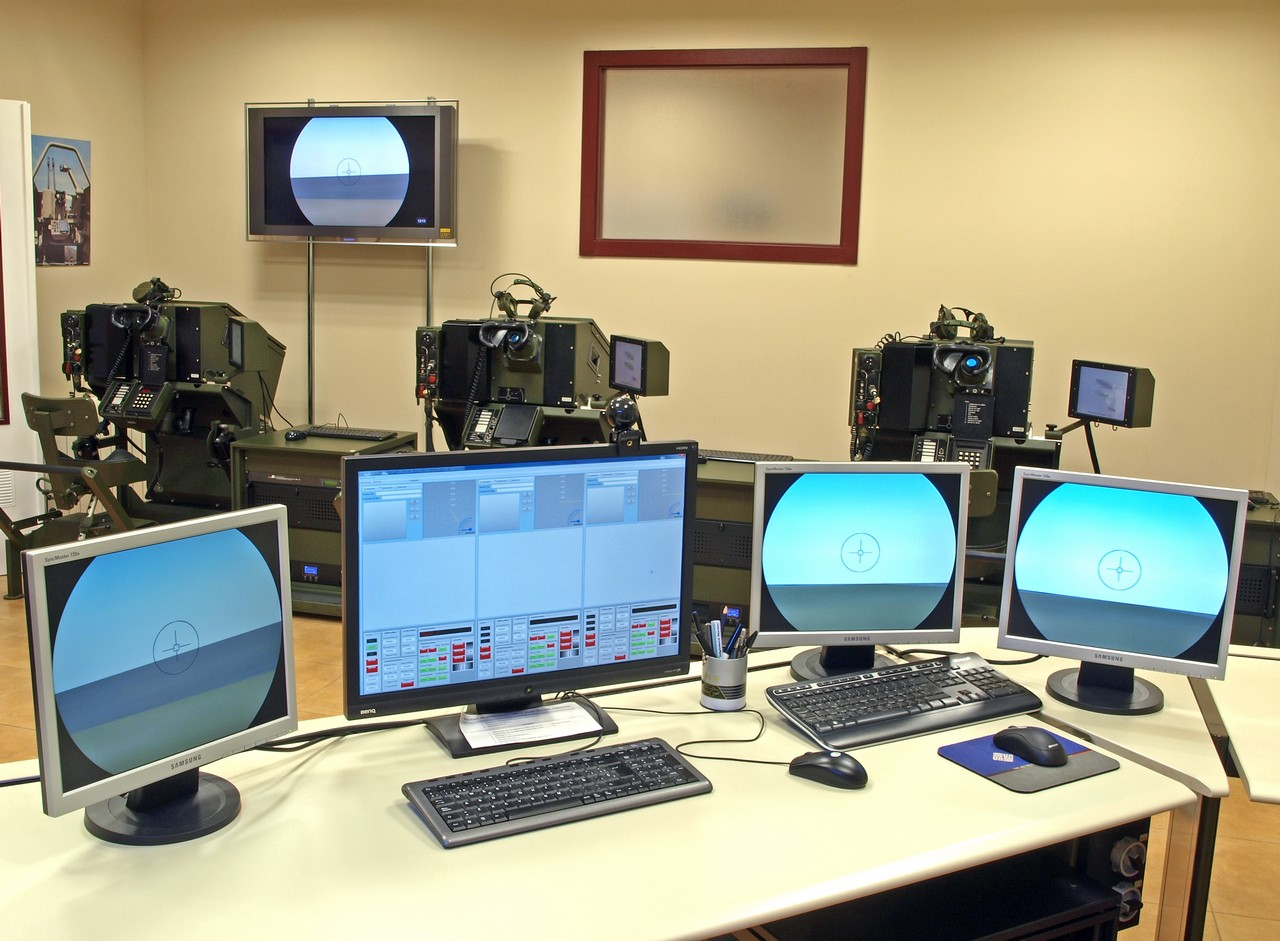
Simulador de Pieza AAA 35-90 en la Academia de Artillería
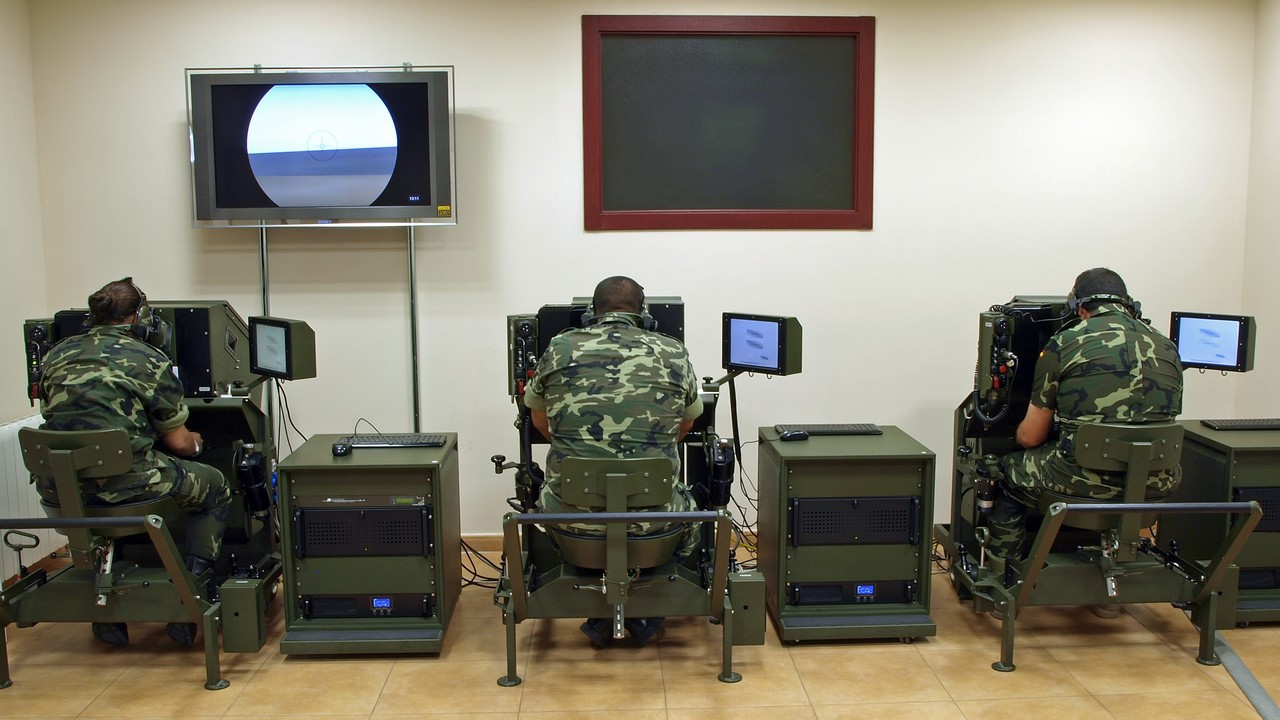
Simulador de Pieza AAA 35-90 en la Academia de Artillería
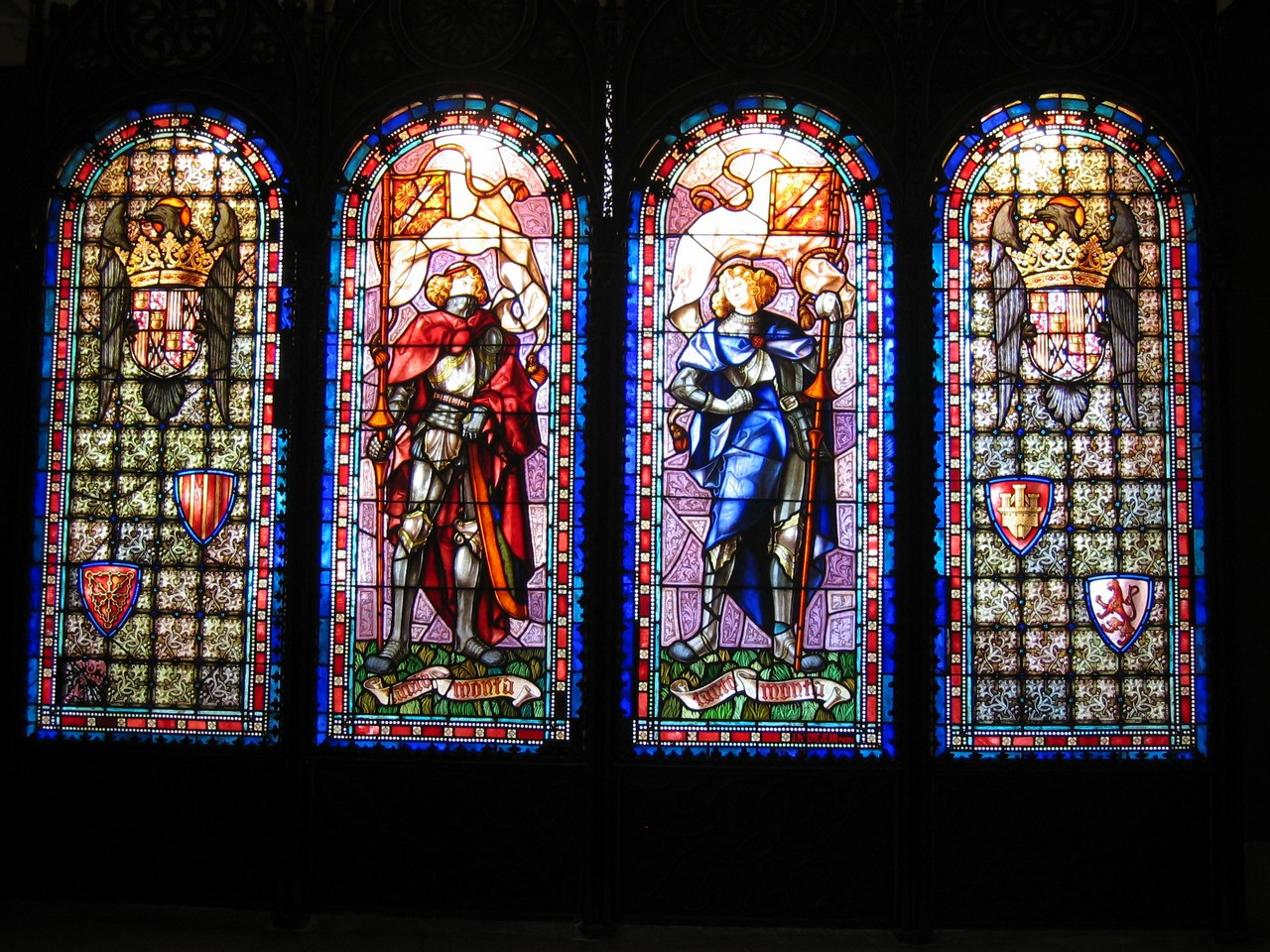
Vidriera del pasillo de honor de la Academia de Artillería
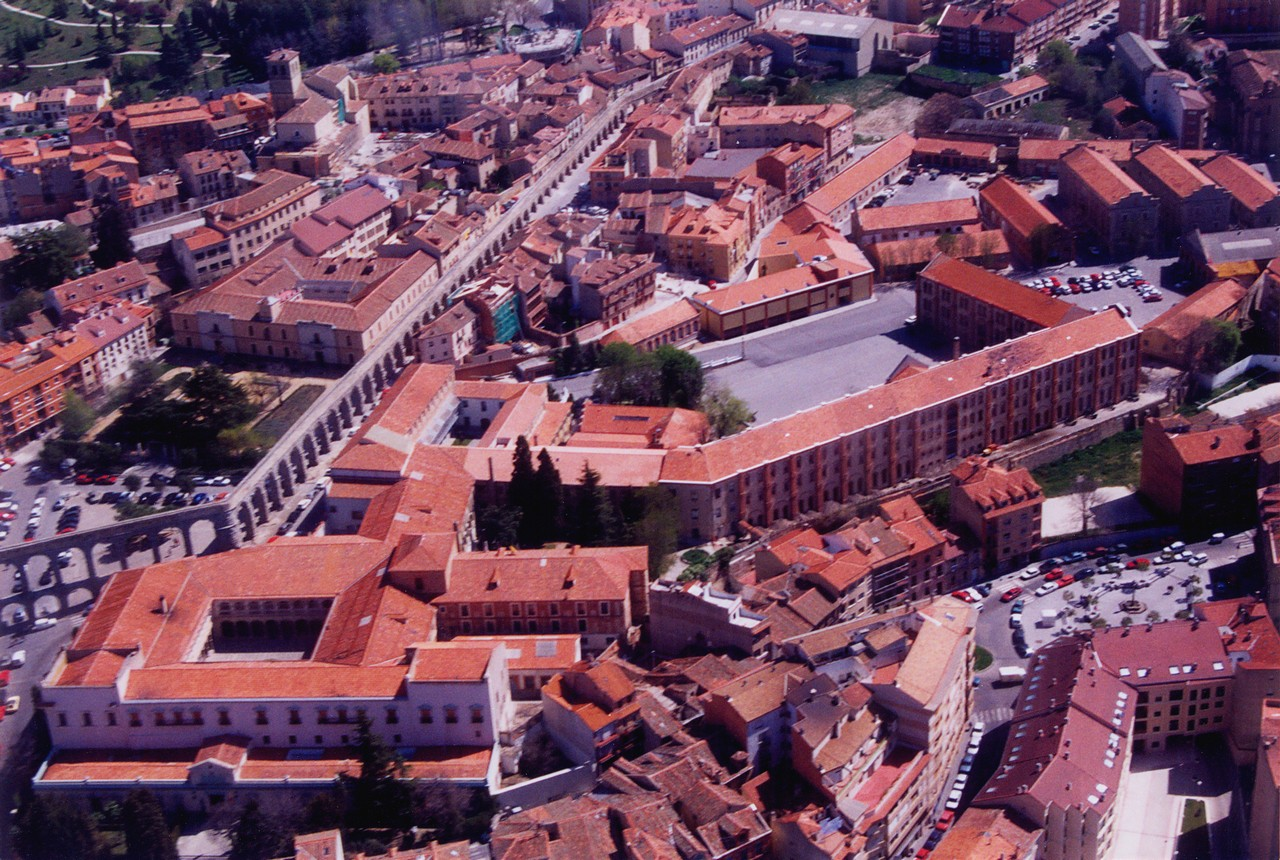
Vista Aérea de la Academia de Artillería